# Skisprung-Weltcup
Der Skisprung-Weltcup (offiziell FIS Ski Jumping World Cup) ist eine vom Skisport-Weltverband Fédération Internationale de Ski (FIS) ausgetragene Wettbewerbsserie im Skispringen und Skifliegen.
Er wurde zum ersten Mal in der Saison 1979/80 zunächst ausschließlich für Männer veranstaltet. In der Saison 2011/12 kam eine Weltcupserie der Frauen hinzu. Die Wettbewerbsserie wird überwiegend auf Skisprungschanzen und Skiflugschanzen in Nordeuropa und Mitteleuropa ausgetragen. Vereinzelt fanden und finden auch Wettbewerbe auf Schanzen in Osteuropa, Nordamerika und Asien statt.
Der Weltcup umfasst sowohl Einzelspringen als auch Teamspringen. Die Ergebnisse aus den Wettbewerben im Weltcup werden in einem Gesamtweltcup zusammengefasst, der nach dem FIS-Punktesystem berechnet wird. Daneben gibt es sowohl für Männer als auch für Frauen eine Nationenwertung sowie ausschließlich für die Männer einen Skiflug-Weltcup für die Wettbewerbe im Skifliegen.
Ebenfalls zum Weltcup gehören die Wettbewerbe der jährlich um den Jahreswechsel ausgetragenen Vierschanzentournee sowie die der Raw Air und der Blue Bird Tour. Dagegen fließen die Ergebnisse der Konkurrenzen bei Olympischen Winterspielen (alle vier Jahre), Nordischen Skiweltmeisterschaften und Skiflug-Weltmeisterschaften (jeweils alle zwei Jahre) nicht in die Weltcupwertungen ein.

## Stellenwert
Der Weltcup ist die höchste von der FIS organisierte Wettbewerbsserie im Skispringen im Winter. Seit 1994 gibt es auch eine Wettkampfserie auf höchster Ebene im Sommer, den auf Mattenschanzen ausgetragenen Skisprung-Grand-Prix.
Unterhalb von Weltcup und Grand Prix angesiedelt ist sowohl im Winter als auch im Sommer der Continental Cup als zweithöchste Wettkampfklasse. Zuvor war dies bei den Männern der Europacup.
Weitere Unterbauten sind der Alpencup sowie der FIS Cup. Außerdem bietet jeder nationale Verband nationale Serien und Pokale an, an denen auch Nachwuchsspringer teilnehmen.

## Organisation

### Ablauf einer Weltcup-Saison
Der Skisprung-Weltcup wird rund um die europäischen Wintermonate ausgetragen. Als Austragungsorte fungieren Skisprungschanzen unterschiedlicher Größen, vor allem jedoch Großschanzen, seltener Normal- und Flugschanzen; diese befinden sich insbesondere in Europa, aber auch in Asien und Nordamerika und werden im Verlauf einer Saison bereist. Zumeist finden zwei Wettbewerbe an einer Station statt, von denen einer auch ein Teamwettbewerb sein kann.
Die Anzahl der Wettbewerbe pro Weltcup-Saison hat sich sowohl bei Männern als auch bei Frauen in etwa bei 25 bis 30 eingependelt. Die wenigsten Wettbewerbe bei den Männern gab es in der Saison 1992/93 mit 17 Einzel- und zwei Teamspringen, wobei vier weitere Wettkämpfe aufgrund von Witterungsbedingungen und Schneemangel abgesagt wurden. Die Höchstzahl von 32 Springen wurde im Winter 2022/23 erreicht. Bei den Frauen wurde die Anzahl von 20 Wettbewerben in einer Saison erstmals 2018/19 mit 24 Springen übertroffen; bis einschließlich zur Saison 2020/21 lag diese Zahl ansonsten stets bei unter 20.
In der Regel beginnt eine Saison der Männer in der zweiten Novemberhälfte und endet mit einem Skifliegen in Planica am letzten Märzwochenende; bei den Frauen bildete diesen Abschluss in den letzten Jahren bis zum russischen Überfall auf die Ukraine 2022 häufig die Blue Bird Tour an den russischen Weltcup-Stationen Nischni Tagil und Tschaikowski. Die Saison 2022/23 begann wegen der im November und Dezember stattfindenden Fußball-Weltmeisterschaft 2022 und zur Vermeidung von Terminkollisionen bereits am 5. November und endete für die Männer dann auch eine Woche später als üblich am 2. April; es war somit die längste Saison der Weltcup-Geschichte.
Nach etwa vier bis fünf Stationen im November und Dezember steht um den Jahreswechsel mit der Vierschanzentournee üblicherweise der erste Saisonhöhepunkt an, deren Ergebnisse auch in die Weltcupwertungen einfließen. Eine erste Vierschanzentournee für die Frauen wird frühestens im Winter 2025/26 zum ersten Mal stattfinden. 2023/24 trug der Deutsche Skiverband zwei Wettbewerbe um den Jahreswechsel in umgekehrter Reihenfolge an den Tourneestandorten Garmisch-Partenkirchen und Oberstdorf aus, nachdem es in den Vorjahren bereits zweimal ein Silvester-Turnier in Villach und Ljubno beziehungsweise nur Ljubno gegeben hatte.
Im Februar wird der Weltcup in ungeraden Jahren für die Nordischen Skiweltmeisterschaften unterbrochen, die sich häufig bis in den März ziehen. Alle vier Jahre, in geraden Jahren, die keine Schaltjahre sind, geschieht das auch für die Olympischen Winterspiele. In sämtlichen geraden Jahren wird der Weltcup auch während der Skiflug-Weltmeisterschaft ausgesetzt, die normalerweise zu wechselnden Zeitpunkten zwischen Januar und März ausgetragen wird; lediglich die Weltmeisterschaft 2020 in Planica wurde wegen der COVID-19-Pandemie in den Dezember und somit in die folgende Saison verschoben. Die Ergebnisse dieser Veranstaltungen werden nicht für die Weltcupwertungen berücksichtigt.
In früheren Jahren hingegen wurden die Ergebnisse der Nordischen Skiweltmeisterschaften 1982, der Olympischen Winterspiele 1984  sowie der vier zwischen 1992 und 1998 ausgetragenen Skiflug-Weltmeisterschaften noch in die Weltcupwertungen miteinbezogen und auch die dort ausgetragenen Wettkämpfe waren offizielle Weltcupspringen.
Von 1997 bis 2010 folgte bei den Männern im März das Nordic Tournament als nordeuropäisches Äquivalent zur Vierschanzentournee. Seit 2017 findet an dieser Stelle die norwegische Raw Air statt, seit 2019 auch für die Frauen. Im Unterschied zur Tournee zählen hier auch die Individualergebnisse aus Qualifikationsdurchgängen beziehungsweise Prologen für die Einzelwettbewerbe als auch aus Teamspringen für die Gesamtwertung.
Zwischen 2009 und 2013 wurde zwischen Ende Januar und Mitte Februar fünfmal die FIS-Team-Tour in Willingen, Klingenthal und Oberstdorf ausgetragen. Anders als bei der Tournee, dem Nordic Tournament oder der Raw Air wurde der Sieger der FIS-Team-Tour kein Individualsportler, sondern ein Nationalteam. Gewertet wurden alle erzielten Punkte bei Teamwettbewerben sowie die Punkte der jeweils zwei bestplatzierten Athleten in den Einzelwettbewerben.
Seit 2018 wird das die Saison abschließende Skifliegen als Planica 7 zusammengefasst. Analog zu dem Wertungsmodus bei der Raw Air zählen auch hier sowohl die Resultate aus den beiden Einzelwettbewerben als auch die Individualergebnisse aus dem Qualifikationsdurchgang für den ersten Einzelwettbewerb sowie dem Teamfliegen für die Gesamtwertung, so dass in diese insgesamt sieben Flüge einfließen.
Im Januar 2025 wurde bekannt, dass die Wettkampfkalender von Männern und Frauen ab dem Winter 2026/27 zusammengelegt werden sollen. Für die Saison 2025/26 ist eine Übergangsphase mit mehreren gemeinsamen Weltcups für beide Geschlechter geplant. Ziel dieser Zusammenlegung ist es, den Stellenwert der Wettkämpfe der Frauen zu erhöhen. Aus organisatorischen Gründen soll in diesem Zuge auch das Wettbewerbsformat angepasst werden.

### Veranstaltungsorte

#### Männer

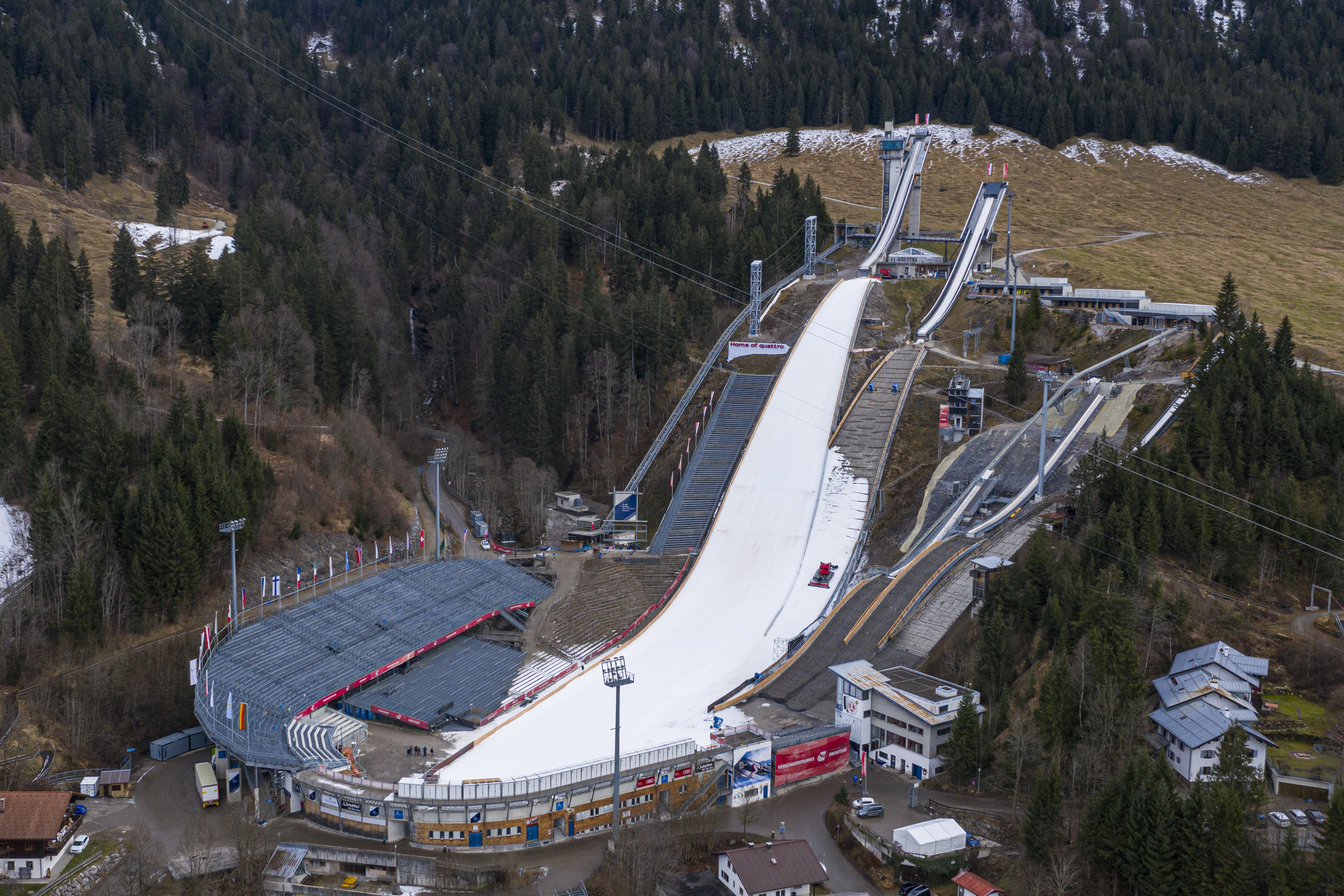
Audi Arena Oberstdorf (2020)

Der Skisprung-Weltcup findet überwiegend auf Skisprungschanzen in Nordeuropa und Mitteleuropa statt.
Regelmäßig wird auch auf der Ōkurayama-Schanze im japanischen Sapporo im Rahmen von Weltcupwettbewerben gesprungen; auch die kleinere dort befindliche Miyanomori-Schanze gehörte schon zum Kalender. Seit der Saison 2014/15 waren auch die Tramplin Stork in Nischni Tagil im asiatischen Teil Russlands mit einer einjährigen Unterbrechung Teil des Weltcupkalenders; infolge des russischen Überfalls auf die Ukraine 2022 finden dort derzeit keine Wettkämpfe mehr statt. Immer wieder finden Weltcupspringen auf der Trambulina Valea Cărbunării im rumänischen Râșnov statt. Vereinzelt wurden auch schon Wettbewerbe auf den Gorney Gigant im kasachischen Almaty und im Alpensia Jumping Park im südkoreanischen Pyeongchang ausgetragen.
Ununterbrochen seit der ersten Weltcup-Saison im Winter 1979/80 Teil des Kalenders waren mit der Schattenbergschanze in Oberstdorf, der Großen Olympiaschanze in Garmisch-Partenkirchen sowie der Paul-Außerleitner-Schanze in Bischofshofen einzig drei der vier Schanzen, die Stationen der jährlich im Rahmen des Weltcups veranstalteten Vierschanzentournee sind. Das vierte Tourneespringen auf der Bergiselschanze in Innsbruck, die ansonsten wie die anderen Stationen auch in jedem Jahr im Weltcup vertreten war, fiel zweimal (2007/08 und 2021/22) witterungsbedingten Absagen zum Opfer und wurde jeweils ersatzweise und zusätzlich zum eigentlich dort ausgetragenen Wettkampf in Bischofshofen nachgeholt.
Nur in einzelnen Jahren keine Wettkämpfe gab es auf dem Holmenkollbakken in Oslo sowie den Salpausselkä-Schanzen in Lahti. Seit einigen Jahren sind zudem die Gross-Titlis-Schanze in Engelberg, die Mühlenkopfschanze in Willingen, die Wielka Krokiew in Zakopane, die Rukatunturi-Schanze in Kuusamo, der Lysgårdsbakken in Lillehammer, das Granåsen skisenter in Trondheim und die Adam-Małysz-Schanze in Wisła weitestgehend zuverlässig im Kalender zu finden.
Auf allen Skiflugschanzen fanden bereits Wettbewerbe im Weltcup statt, in den letzten Jahren insbesondere jedoch auf den beiden nach Hillsize mittlerweile größten Schanzen der Welt, dem Vikersundbakken in Vikersund und der Letalnica bratov Gorišek in Planica, unregelmäßiger dagegen auf dem Kulm in Bad Mitterndorf, der Heini-Klopfer-Skiflugschanze in Oberstdorf sowie der Skiflugschanze der mittlerweile stillgelegten Čerťák in Harrachov. In Planica (Bloudkova velikanka) und Harrachov (Čerťák) sprang man mehrfach auch schon von der Groß- und Normalschanze. Lediglich einmal (1980/81) gastierte man auf der ebenfalls stillgelegten Copper Peak in Ironwood.
In der Saison 2022/23 fanden auf dem MacKenzie Intervale Ski Jumping Complex in Lake Placid nach langer Abstinenz wieder in Nordamerika Weltcupspringen statt, nachdem eine eigentlich geplante Veranstaltung auf den Pine Mountain Jump in Iron Mountain zum gleichen Zeitpunkt abgesagt worden war. Zuvor war man in Nordamerika letztmals 2008/09 auf den Whistler Olympic Park Ski Jumps in Whistler gesprungen. In den 1980er-Jahren bis in die 1990er hinein waren auf der Anlage in Lake Placid ebenso wie auf der der Big Thunder im kanadischen Thunder Bay noch in aller Regelmäßigkeit Weltcupspringen ausgetragen worden.
Eine Reihe weiterer Skisprunganlagen waren und sind unregelmäßiger Teil einer Weltcup-Saison, ohne jedoch kontinuierlich beziehungsweise mit wiederkehrenden Unterbrechungen zum Kalender zu gehören; dazu gehören zum Beispiel die Lugnet-Schanzen in Falun, die Trampolino dal Ben in Predazzo, die Vogtland Arena in Klingenthal, die Puijo-Schanzen in Kuopio oder die Hochfirstschanze in Titisee-Neustadt.

#### Frauen

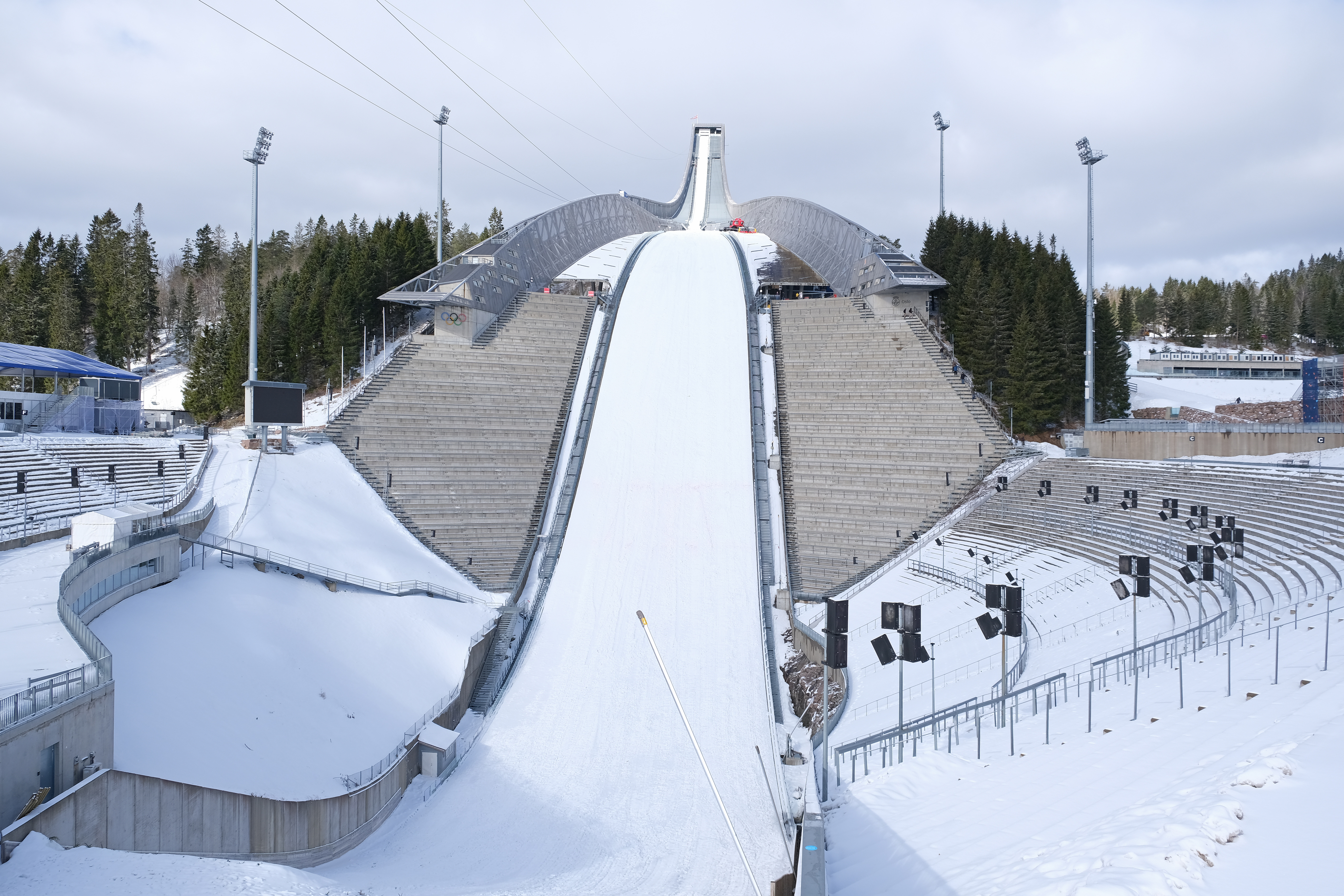
Holmenkollbakken (2023)

Auch bei den Frauen gehören der Holmenkollbakken in Oslo und der Lysgårdsbakken in Lillehammer weitestgehend zuverlässig zum Weltcupkalender. 2019/20 fand in Lillehammer der letzte Wettkampf vor dem Saisonabbruch aufgrund der COVID-19-Pandemie statt, weshalb in Oslo in dieser und aus demselben Grund im folgenden Jahr an beiden Orten keine Wettbewerbe stattfanden. Da auch die Zaō-Schanze in Yamagata in den Jahren 2020/21 und 2021/22 nicht im Kalender zu finden war, war auch sonst kein Veranstaltungsort mehr in jeder Weltcup-Saison der Frauen vertreten.
Daneben sind die Rothaus-Schanze in Hinterzarten, das Savina Skisprungzentrum in Ljubno, die Aigner-Schanze in Hinzenbach, die Miyanomori-Schanze beziehungsweise Ōkurayama-Schanze in Sapporo, die Trambulina Valea Cărbunării in Râșnov und die Schanzenanlage am Oberstdorfer Schattenberg regelmäßig Teil des Kalenders. Mit der Mühlenkopfschanze in Willingen wurde zur Saison 2021/22 die bis dahin größte Schanze und auch die größtmögliche Schanze überhaupt unterhalb der Flugschanzen ins Programm der Frauen aufgenommen.
Skiflug-Wettbewerbe selbst fanden im Weltcup der Frauen erstmals im Winter 2023/24 statt. Ein entsprechender Vorschlag, diese in der Weltcup-Saison 2021/22 einzuführen, wurde im April 2021 zunächst abgelehnt. 2023 traten die 15 bestplatzierten Springerinnen der Raw Air erstmals auf dem Vikersundbakken gegeneinander an, der Wettkampf war jedoch kein Bestandteil des Weltcups. Bei der Raw Air 2024 erhielt ein dort ausgetragener Wettbewerb erstmals auch Weltcupstatus. Ein angedachtes weiteres Skifliegen in Oberstdorf kam dagegen noch nicht zustande.
Wie bei den Männern werden auch bei den Frauen infolge des russischen Überfalls auf die Ukraine 2022 derzeit keine internationalen Wettbewerbe mehr in Russland ausgetragen, weshalb die Sneschinka in Tschaikowski und die Tramplin Stork in Nischni Tagil nach mehrmaligen Austragungen von Weltcup-Veranstaltungen derzeit nicht Teil des Kalenders sind.

### Teilnehmer
Für die Teilnahme an einem im Weltcup ausgetragenen Skispringen müssen sich Athleten zunächst qualifizieren. Voraussetzung hierfür ist die Vollendung des 16. Lebensjahres in dem entsprechenden Kalenderjahr. Eine Berechtigung zur Teilnahme erhalten alle Athleten, die in der Vergangenheit zu einem beliebigen Zeitpunkt bereits Wertungspunkte im Skisprung-Weltcup oder im Skisprung-Grand-Prix erreichen konnten. Startberechtigt sind zusätzlich dazu auch diejenigen Athleten, die in der jeweils laufenden oder der unmittelbar vorangegangenen Saison mindestens einen Wertungspunkt im Skisprung-Continental-Cup gewinnen konnten.
Die Anzahl der Starter pro Nation ist bei den Männern für jeden Wettbewerb durch eine Quote beschränkt. Diese berechnet sich für jede Periode einer Saison aus der aktuellen Weltrangliste, wobei die 45 bestplatzierten Athleten bis zu einem Maximum von fünf pro Nation berücksichtigt werden. Einen zusätzlichen Startplatz für ihre Nation erhalten die drei bestplatzierten Athleten der aktuellen Periode im Continental Cup. Ab der Saison 2024/25 erhalten außerdem die Medaillengewinner des Einzelwettbewerbes bei den letzten Junioren-Skiweltmeisterschaften einen den Junioren vorbehaltenen Startplatz für ihre Nation, sodass sich für bis zu drei Nationen ein Maximum von sieben Athleten ergibt.
Zusätzlich erhält jede Nation, deren Athleten mindestens einen Punkt in der laufenden oder vorherigen Weltcup- oder Grand-Prix-Saison erzielt haben, zwei Startplätze.
| Periode | Zeitraum                              | Wettbewerbe                                                                                |
| ------- | ------------------------------------- | ------------------------------------------------------------------------------------------ |
| 1       | 13. August 2024 – 14. August 2024     | Skisprung-Grand-Prix 2024: Courchevel                                                      |
| 2       | 13. September 2024 – 6. Oktober 2024  | Skisprung-Grand-Prix 2024: Wisła – Râșnov – Hinzenbach – Klingenthal                       |
| 3       | 22. November 2024 – 22. Dezember 2024 | Skisprung-Weltcup 2024/25: Lillehammer – Kuusamo – Wisła – Titisee-Neustadt – Engelberg    |
| 4       | 29. Dezember 2024 – 6. Januar 2025    | Skisprung-Weltcup 2024/25: Oberstdorf – Garmisch-Partenkirchen – Innsbruck – Bischofshofen |
| 5       | 11. Januar 2025 – 16. Januar 2025     | Skisprung-Weltcup 2024/25: Zakopane – Oberstdorf                                           |
| 6       | 31. Januar 2025 – 16. Februar 2025    | Skisprung-Weltcup 2024/25: Willingen – Lake Placid – Sapporo                               |
| 7       | 13. März 2025 – 30. März 2025         | Skisprung-Weltcup 2024/25: Oslo – Vikersund – Lahti – Planica                              |

Ist ein Teamspringen Teil einer Veranstaltung, können die daran teilnehmenden Nationen auch im Einzelspringen vier Athleten aufbieten. Die gastgebenden Verbände einer Weltcup-Saison können bei maximal zwei Wettbewerben eine nationale Gruppe von bis zu vier zusätzlichen Athleten nominieren. Somit ergibt sich dann eine Maximalanzahl von elf Athleten für den jeweils gastgebenden Verband.
Bei den Frauen steht jeder Nation ein Startplatzkontingent von sechs Athletinnen zu. Die Regelung der nationalen Gruppen existiert analog zu der bei den Männern; jedoch können bis zu sechs weitere Athletinnen nominiert werden, so dass sich eine Maximalanzahl von zwölf Athletinnen für den jeweils gastgebenden Verband bei maximal zwei Wettbewerben pro Weltcup-Saison ergibt.

### Wettkämpfe

#### Modus
Im Skisprung-Weltcup werden neben Einzelwettbewerben auch Teamwettbewerbe (sowohl rein für Männer und Frauen als auch gemischt) ausgetragen. Zu Beginn einer Weltcup-Veranstaltung wird ein offizielles Training durchgeführt. Vor jedem Wettkampf findet zudem eine Qualifikation statt, die die Anzahl der Teilnehmer auf 50 (bei Skifliegen der Männer sowie allen Springen der Frauen deren 40) für den ersten Durchgang reduziert. Nehmen weniger als 50 Männer beziehungsweise 40 Frauen an der Veranstaltung teil, wird ein Prolog ausgetragen. Fällt die Qualifikation aus oder wird sie an einem anderen Tag als der Wettkampf durchgeführt, springen die Athleten vor diesem einen Probedurchgang.
Bis einschließlich der Saison 2016/17 waren die jeweils aktuell zehn bestplatzierten Athleten im Gesamtweltcup unabhängig von ihrem Resultat in der Qualifikation für den ersten Durchgang vorqualifiziert. Zuvor hatte dies bis einschließlich der Saison 2006/07 für die 15 bestplatzierten Athleten gegolten. Kann die Qualifikation beispielsweise witterungsbedingt nicht stattfinden, dürfen alle Athleten am ersten Durchgang teilnehmen. Zum letzten Einzelspringen einer Weltcup-Saison treten ausschließlich die 30 zu diesem Zeitpunkt im Gesamtweltcup bestplatzierten Athleten an. Die Athleten springen in allen Durchgängen bis einschließlich des ersten Wertungsdurchganges in einer festgelegten Reihenfolge.
1. Die Athleten aus der nationalen Gruppe, wobei die Reihenfolge innerhalb dieser Gruppe ausgelost oder vom nationalen Verband festgelegt wird.
2. Die Athleten ohne Punkte im Gesamtweltcup, wobei die Reihenfolge innerhalb dieser Gruppe ausgelost wird.
3. Die Athleten mit Punkten im Gesamtweltcup in umgekehrter Reihenfolge; somit startet der aktuell im Gesamtweltcup führende Athlet zuletzt.

Den zweiten Wertungsdurchgang erreichen die 30 Athleten, die im ersten Wertungsdurchgang die meisten Punkte erzielt haben. Eine Ausnahme bilden hierbei Wettkämpfe, die im K.-o.-System durchgeführt werden. Dabei springt der Sieger der Qualifikation im ersten Wertungsdurchgang gegen den 50. dort platzierten Athleten, der Zweite gegen den 49., und so weiter. Den zweiten Wertungsdurchgang erreichen dabei die 25 Duellsieger, sowie die fünf Verlierer mit den meisten Punkten, die Lucky Loser, womit auch hier 30 Springer am zweiten Durchgang teilnehmen. Den Wettkampf gewinnt der Athlet, der in beiden Wertungsdurchgängen die meisten Gesamtpunkte erzielt hat.
Bei Teamwettbewerben treten Teams an, die aus jeweils vier Männern und Frauen beziehungsweise jeweils zwei Männern und Frauen in Mixed-Team-Wettbewerben bestehen. Die Startreihenfolge entspricht dabei zunächst der umgekehrten Reihenfolge der Nationenwertung. Den zweiten Wertungsdurchgang erreichen die im ersten Durchgang acht bestplatzierten Teams. Für die Wertung werden die Punkte aller Springer einer Nation zusammengezählt. Nach dem ersten Durchgang und vor der vierten Athletengruppe im zweiten Durchgang wird die Startreihenfolge angepasst, die dann wie im zweiten Durchgang von Einzelwettkämpfen der umgekehrten Reihenfolge des Klassements entspricht.
In der Saison 2022/23 wurden erstmals Superteamwettbewerbe ausgetragen; in diesen besteht jedes Team nur aus jeweils zwei Männern und Frauen. Der Modus sieht drei Wertungsdurchgänge vor: Den zweiten davon erreichen die besten zwölf, den dritten noch die besten acht Teams. Für die Wertung werden auch hier die Punkte beider Springer einer Nation addiert.

#### Anzahl der zum Skisprung-Weltcup zählenden Wettbewerbe
In der folgenden Tabelle ist aufgelistet, wie viele Wettbewerbe in jeder Saison zum Skisprung-Weltcup gehörten, aufgeschlüsselt nach den Wettbewerben der Männer, denen der Frauen sowie den gemischten.
In Klammern ist die Zahl der Teamwettbewerbe der Männer und Frauen pro Saison (ohne die Mixed-Team-Wettbewerbe, die in einer eigenen Tabelle aufgeführt werden) angegeben.
| Saison      | 0                         | 1                         | 2                         | 3                         | 4                         | 5                         | 6                         | 7                         | 8                         | 9                         | Summe      |
| ----------- | ------------------------- | ------------------------- | ------------------------- | ------------------------- | ------------------------- | ------------------------- | ------------------------- | ------------------------- | ------------------------- | ------------------------- | ---------- |
| 1980er      | 25                        | 24                        | 22                        | 25                        | 24                        | 21                        | 25                        | 22                        | 20                        | 20                        | 228        |
| 1990er      | 25                        | 26                        | 21 (2)                    | 17 (2)                    | 19 (2)                    | 21 (1)                    | 28 (4)                    | 25 (1)                    | 27                        | 29 (1)                    | 0238 0(13) |
| 2000er      | 26 (3)                    | 21 (4)                    | 22 (5)                    | 27 (2)                    | 23 (2)                    | 28 (3)                    | 22 (2)                    | 24 (2)                    | 27 (3)                    | 27 (6)                    | 0247 0(32) |
| 2010er      | 23 (4)                    | 26 (5)                    | 26 (6)                    | 27 (6)                    | 28 (4)                    | 31 (5)                    | 29 (6)                    | 26 (6)                    | 22 (8)                    | 28 (7)                    | 0266 0(57) |
| 2020er      | 27 (5)                    | 25 (4)                    | 28 (5)                    | 32 (5)                    |                           |                           |                           |                           |                           |                           | 0112 0(19) |
| Gesamtsumme | Stand: Saisonende 2022/23 | Stand: Saisonende 2022/23 | Stand: Saisonende 2022/23 | Stand: Saisonende 2022/23 | Stand: Saisonende 2022/23 | Stand: Saisonende 2022/23 | Stand: Saisonende 2022/23 | Stand: Saisonende 2022/23 | Stand: Saisonende 2022/23 | Stand: Saisonende 2022/23 | 1091 (121) |

| Saison      | 0                         | 1                         | 2                         | 3                         | 4                         | 5                         | 6                         | 7                         | 8                         | 9                         | Summe     |
| ----------- | ------------------------- | ------------------------- | ------------------------- | ------------------------- | ------------------------- | ------------------------- | ------------------------- | ------------------------- | ------------------------- | ------------------------- | --------- |
| 2010er      |                           |                           | 14                        | 16                        | 19                        | 14                        | 19                        | 19                        | 17 (2)                    | 24 (2)                    | 142 00(4) |
| 2020er      | 16 (2)                    | 15 (2)                    | 28 (2)                    | 26 (1)                    |                           |                           |                           |                           |                           |                           | 085 00(7) |
| Gesamtsumme | Stand: Saisonende 2022/23 | Stand: Saisonende 2022/23 | Stand: Saisonende 2022/23 | Stand: Saisonende 2022/23 | Stand: Saisonende 2022/23 | Stand: Saisonende 2022/23 | Stand: Saisonende 2022/23 | Stand: Saisonende 2022/23 | Stand: Saisonende 2022/23 | Stand: Saisonende 2022/23 | 227 0(11) |

| Saison      | 0                         | 1                         | 2                         | 3                         | 4                         | 5                         | 6                         | 7                         | 8                         | 9                         | Summe |
| ----------- | ------------------------- | ------------------------- | ------------------------- | ------------------------- | ------------------------- | ------------------------- | ------------------------- | ------------------------- | ------------------------- | ------------------------- | ----- |
| 2010er      |                           |                           |                           | 1                         | 1                         |                           |                           |                           |                           |                           | 2     |
| 2020er      |                           | 1                         | 2                         | 2                         |                           |                           |                           |                           |                           |                           | 5     |
| Gesamtsumme | Stand: Saisonende 2022/23 | Stand: Saisonende 2022/23 | Stand: Saisonende 2022/23 | Stand: Saisonende 2022/23 | Stand: Saisonende 2022/23 | Stand: Saisonende 2022/23 | Stand: Saisonende 2022/23 | Stand: Saisonende 2022/23 | Stand: Saisonende 2022/23 | Stand: Saisonende 2022/23 | 7     |

### Wertungen
Die 30 bestplatzierten Teilnehmer in jedem Einzelwettbewerb erhalten Wertungspunkte nach dem FIS-Punktesystem.
| Punkteverteilung (Einzelwettbewerbe, seit 1993) | Punkteverteilung (Einzelwettbewerbe, seit 1993) | Punkteverteilung (Einzelwettbewerbe, seit 1993) | Punkteverteilung (Einzelwettbewerbe, seit 1993) | Punkteverteilung (Einzelwettbewerbe, seit 1993) | Punkteverteilung (Einzelwettbewerbe, seit 1993) | Punkteverteilung (Einzelwettbewerbe, seit 1993) | Punkteverteilung (Einzelwettbewerbe, seit 1993) | Punkteverteilung (Einzelwettbewerbe, seit 1993) | Punkteverteilung (Einzelwettbewerbe, seit 1993) | Punkteverteilung (Einzelwettbewerbe, seit 1993) | Punkteverteilung (Einzelwettbewerbe, seit 1993) | Punkteverteilung (Einzelwettbewerbe, seit 1993) | Punkteverteilung (Einzelwettbewerbe, seit 1993) | Punkteverteilung (Einzelwettbewerbe, seit 1993) | Punkteverteilung (Einzelwettbewerbe, seit 1993) | Punkteverteilung (Einzelwettbewerbe, seit 1993) | Punkteverteilung (Einzelwettbewerbe, seit 1993) | Punkteverteilung (Einzelwettbewerbe, seit 1993) | Punkteverteilung (Einzelwettbewerbe, seit 1993) | Punkteverteilung (Einzelwettbewerbe, seit 1993) | Punkteverteilung (Einzelwettbewerbe, seit 1993) | Punkteverteilung (Einzelwettbewerbe, seit 1993) | Punkteverteilung (Einzelwettbewerbe, seit 1993) | Punkteverteilung (Einzelwettbewerbe, seit 1993) | Punkteverteilung (Einzelwettbewerbe, seit 1993) | Punkteverteilung (Einzelwettbewerbe, seit 1993) | Punkteverteilung (Einzelwettbewerbe, seit 1993) | Punkteverteilung (Einzelwettbewerbe, seit 1993) | Punkteverteilung (Einzelwettbewerbe, seit 1993) | Punkteverteilung (Einzelwettbewerbe, seit 1993) |
| ----------------------------------------------- | ----------------------------------------------- | ----------------------------------------------- | ----------------------------------------------- | ----------------------------------------------- | ----------------------------------------------- | ----------------------------------------------- | ----------------------------------------------- | ----------------------------------------------- | ----------------------------------------------- | ----------------------------------------------- | ----------------------------------------------- | ----------------------------------------------- | ----------------------------------------------- | ----------------------------------------------- | ----------------------------------------------- | ----------------------------------------------- | ----------------------------------------------- | ----------------------------------------------- | ----------------------------------------------- | ----------------------------------------------- | ----------------------------------------------- | ----------------------------------------------- | ----------------------------------------------- | ----------------------------------------------- | ----------------------------------------------- | ----------------------------------------------- | ----------------------------------------------- | ----------------------------------------------- | ----------------------------------------------- | ----------------------------------------------- |
| Platz                                           | 1                                               | 2                                               | 3                                               | 4                                               | 5                                               | 6                                               | 7                                               | 8                                               | 9                                               | 10                                              | 11                                              | 12                                              | 13                                              | 14                                              | 15                                              | 16                                              | 17                                              | 18                                              | 19                                              | 20                                              | 21                                              | 22                                              | 23                                              | 24                                              | 25                                              | 26                                              | 27                                              | 28                                              | 29                                              | 30                                              |
| Punkte                                          | 100                                             | 80                                              | 60                                              | 50                                              | 45                                              | 40                                              | 36                                              | 32                                              | 29                                              | 26                                              | 24                                              | 22                                              | 20                                              | 18                                              | 16                                              | 15                                              | 14                                              | 13                                              | 12                                              | 11                                              | 10                                              | 9                                               | 8                                               | 7                                               | 6                                               | 5                                               | 4                                               | 3                                               | 2                                               | 1                                               |

Außerdem erhalten die acht bestplatzierten Nationen in jedem Teamwettbewerb Wertungspunkte nach dem Schema 400–350–300–250–200–150–100–50 für die Nationenwertung. In jedem Superteamwettbewerb erhalten die zwölf bestplatzierten Nationen Punkte nach dem Schema 200–160–120–100–80–70–60–50–40–30–20–10.
Die Große Kristallkugel für den Gesamtweltcup gewinnt derjenige Athlet, der in einer Saison in allen Einzelwettbewerben zusammengerechnet die meisten Wertungspunkte erreichen konnte. Sollten zwei oder mehr Athleten am Saisonende punktgleich auf dem ersten Platz liegen, gewinnt derjenige Athlet den Gesamtweltcup, der von diesen im Saisonverlauf die meisten Siege respektive, wenn man auch dort gleichauf liegen sollte, die meisten folgenden Ränge belegte. Der Fall, dass der Gesamtweltcupsieger wegen Punktgleichheit der beiden Bestplatzierten anhand der größeren Zahl der Siege ermittelt werden musste, trat bis jetzt einmalig im Gesamtweltcup der Männer in der Saison 2014/15 ein. Der aktuell den Gesamtweltcup anführende Athlet trägt in jedem Wettbewerb in allen Durchgängen inklusive der offiziellen Trainingsdurchgänge sowie der Siegerehrungen das Gelbe Trikot (offiziell World Cup Leader bib).
Für die Ermittlung der Nationenwertung werden die Punkte aller Athleten, die in einer Saison für die jeweilige Nation antraten, herangezogen und mit denen, die in Team- sowie Mixed-Team-Wettbewerben erzielt wurden, addiert. Dabei fließen die Punkte aus Mixed-Team-Wettbewerben halbiert zu gleichen Teilen in die Nationenwertungen von Männern und Frauen ein. Im Falle von Punktgleichheiten am Saisonende gilt dasselbe wie für die Einzelwertungen.
Seit 1991 wird mit Unterbrechung von 2001 bis 2008 zudem jährlich eine Weltcupwertung derjenigen Athleten ermittelt, die innerhalb einer Saison die meisten Punkte in Wettbewerben auf Skiflugschanzen erreicht haben. Der Erstplatzierte in dieser Wertung, dem Skiflug-Weltcup, erhält eine Kleine Kristallkugel. Analog dazu gab es von 1996 bis 2000 einen Skisprung-Weltcup, in den die Punkte aus Wettbewerben auf Normal- und Großschanzen einflossen.

### Preisgelder
| Preisgeldverteilung in der Weltcup-Saison 2024/25 (in Schweizer Franken) | Preisgeldverteilung in der Weltcup-Saison 2024/25 (in Schweizer Franken) | Preisgeldverteilung in der Weltcup-Saison 2024/25 (in Schweizer Franken) | Preisgeldverteilung in der Weltcup-Saison 2024/25 (in Schweizer Franken) | Preisgeldverteilung in der Weltcup-Saison 2024/25 (in Schweizer Franken) | Preisgeldverteilung in der Weltcup-Saison 2024/25 (in Schweizer Franken) | Preisgeldverteilung in der Weltcup-Saison 2024/25 (in Schweizer Franken) | Preisgeldverteilung in der Weltcup-Saison 2024/25 (in Schweizer Franken) | Preisgeldverteilung in der Weltcup-Saison 2024/25 (in Schweizer Franken) | Preisgeldverteilung in der Weltcup-Saison 2024/25 (in Schweizer Franken) | Preisgeldverteilung in der Weltcup-Saison 2024/25 (in Schweizer Franken) | Preisgeldverteilung in der Weltcup-Saison 2024/25 (in Schweizer Franken) | Preisgeldverteilung in der Weltcup-Saison 2024/25 (in Schweizer Franken) | Preisgeldverteilung in der Weltcup-Saison 2024/25 (in Schweizer Franken) | Preisgeldverteilung in der Weltcup-Saison 2024/25 (in Schweizer Franken) | Preisgeldverteilung in der Weltcup-Saison 2024/25 (in Schweizer Franken) | Preisgeldverteilung in der Weltcup-Saison 2024/25 (in Schweizer Franken) | Preisgeldverteilung in der Weltcup-Saison 2024/25 (in Schweizer Franken) | Preisgeldverteilung in der Weltcup-Saison 2024/25 (in Schweizer Franken) | Preisgeldverteilung in der Weltcup-Saison 2024/25 (in Schweizer Franken) | Preisgeldverteilung in der Weltcup-Saison 2024/25 (in Schweizer Franken) | Preisgeldverteilung in der Weltcup-Saison 2024/25 (in Schweizer Franken) | Preisgeldverteilung in der Weltcup-Saison 2024/25 (in Schweizer Franken) | Preisgeldverteilung in der Weltcup-Saison 2024/25 (in Schweizer Franken) | Preisgeldverteilung in der Weltcup-Saison 2024/25 (in Schweizer Franken) | Preisgeldverteilung in der Weltcup-Saison 2024/25 (in Schweizer Franken) | Preisgeldverteilung in der Weltcup-Saison 2024/25 (in Schweizer Franken) | Preisgeldverteilung in der Weltcup-Saison 2024/25 (in Schweizer Franken) | Preisgeldverteilung in der Weltcup-Saison 2024/25 (in Schweizer Franken) | Preisgeldverteilung in der Weltcup-Saison 2024/25 (in Schweizer Franken) | Preisgeldverteilung in der Weltcup-Saison 2024/25 (in Schweizer Franken) | Preisgeldverteilung in der Weltcup-Saison 2024/25 (in Schweizer Franken) |
| ------------------------------------------------------------------------ | ------------------------------------------------------------------------ | ------------------------------------------------------------------------ | ------------------------------------------------------------------------ | ------------------------------------------------------------------------ | ------------------------------------------------------------------------ | ------------------------------------------------------------------------ | ------------------------------------------------------------------------ | ------------------------------------------------------------------------ | ------------------------------------------------------------------------ | ------------------------------------------------------------------------ | ------------------------------------------------------------------------ | ------------------------------------------------------------------------ | ------------------------------------------------------------------------ | ------------------------------------------------------------------------ | ------------------------------------------------------------------------ | ------------------------------------------------------------------------ | ------------------------------------------------------------------------ | ------------------------------------------------------------------------ | ------------------------------------------------------------------------ | ------------------------------------------------------------------------ | ------------------------------------------------------------------------ | ------------------------------------------------------------------------ | ------------------------------------------------------------------------ | ------------------------------------------------------------------------ | ------------------------------------------------------------------------ | ------------------------------------------------------------------------ | ------------------------------------------------------------------------ | ------------------------------------------------------------------------ | ------------------------------------------------------------------------ | ------------------------------------------------------------------------ | ------------------------------------------------------------------------ |
| Platz                                                                    | 1                                                                        | 2                                                                        | 3                                                                        | 4                                                                        | 5                                                                        | 6                                                                        | 7                                                                        | 8                                                                        | 9                                                                        | 10                                                                       | 11                                                                       | 12                                                                       | 13                                                                       | 14                                                                       | 15                                                                       | 16                                                                       | 17                                                                       | 18                                                                       | 19                                                                       | 20                                                                       | 21                                                                       | 22                                                                       | 23                                                                       | 24                                                                       | 25                                                                       | 26                                                                       | 27                                                                       | 28                                                                       | 29                                                                       | 30                                                                       | Preisgeld Gesamt                                                         |
| Einzel (Männer)                                                          | 13000                                                                    | 10000                                                                    | 8000                                                                     | 6000                                                                     | 5200                                                                     | 4500                                                                     | 3600                                                                     | 3200                                                                     | 2900                                                                     | 2600                                                                     | 2400                                                                     | 2200                                                                     | 2100                                                                     | 2000                                                                     | 1900                                                                     | 1800                                                                     | 1700                                                                     | 1600                                                                     | 1500                                                                     | 1400                                                                     | 1300                                                                     | 1200                                                                     | 1100                                                                     | 1000                                                                     | 900                                                                      | 800                                                                      | 700                                                                      | 600                                                                      | 500                                                                      | 400                                                                      | 86100                                                                    |
| Team (Männer)                                                            | 30000                                                                    | 19000                                                                    | 12000                                                                    | 8000                                                                     | 6000                                                                     | 4000                                                                     | 3000                                                                     | 2000                                                                     |                                                                          |                                                                          |                                                                          |                                                                          |                                                                          |                                                                          |                                                                          |                                                                          |                                                                          |                                                                          |                                                                          |                                                                          |                                                                          |                                                                          |                                                                          |                                                                          |                                                                          |                                                                          |                                                                          |                                                                          |                                                                          |                                                                          | 84000                                                                    |
| Superteam (Männer)                                                       | 22000                                                                    | 15000                                                                    | 10000                                                                    | 8000                                                                     | 7000                                                                     | 6000                                                                     | 5000                                                                     | 4000                                                                     | 2500                                                                     | 2000                                                                     | 1500                                                                     | 1000                                                                     |                                                                          |                                                                          |                                                                          |                                                                          |                                                                          |                                                                          |                                                                          |                                                                          |                                                                          |                                                                          |                                                                          |                                                                          |                                                                          |                                                                          |                                                                          |                                                                          |                                                                          |                                                                          | 84000                                                                    |
| Einzel (Frauen)                                                          | 4300                                                                     | 3440                                                                     | 2580                                                                     | 2150                                                                     | 1935                                                                     | 1720                                                                     | 1548                                                                     | 1376                                                                     | 1247                                                                     | 1118                                                                     | 1032                                                                     | 946                                                                      | 860                                                                      | 774                                                                      | 688                                                                      | 645                                                                      | 602                                                                      | 559                                                                      | 516                                                                      | 473                                                                      | 430                                                                      | 387                                                                      | 344                                                                      | 301                                                                      | 258                                                                      | 215                                                                      | 172                                                                      | 129                                                                      | 86                                                                       | 43                                                                       | 30229                                                                    |
| Skifliegen (Frauen)                                                      | 10000                                                                    | 8000                                                                     | 6000                                                                     | 5000                                                                     | 4500                                                                     | 4000                                                                     | 3600                                                                     | 3200                                                                     | 2900                                                                     | 2600                                                                     | 2400                                                                     | 2200                                                                     | 2000                                                                     | 1800                                                                     | 1600                                                                     | 1500                                                                     | 1400                                                                     | 1300                                                                     | 1200                                                                     | 1100                                                                     |                                                                          |                                                                          |                                                                          |                                                                          |                                                                          |                                                                          |                                                                          |                                                                          |                                                                          |                                                                          | 66300                                                                    |
| Team (Frauen)                                                            | 6000                                                                     | 4000                                                                     | 2000                                                                     |                                                                          |                                                                          |                                                                          |                                                                          |                                                                          |                                                                          |                                                                          |                                                                          |                                                                          |                                                                          |                                                                          |                                                                          |                                                                          |                                                                          |                                                                          |                                                                          |                                                                          |                                                                          |                                                                          |                                                                          |                                                                          |                                                                          |                                                                          |                                                                          |                                                                          |                                                                          |                                                                          | 12000                                                                    |
| Superteam (Frauen)                                                       | 3000                                                                     | 2000                                                                     | 1600                                                                     | 1400                                                                     | 1200                                                                     | 1000                                                                     | 950                                                                      | 850                                                                      |                                                                          |                                                                          |                                                                          |                                                                          |                                                                          |                                                                          |                                                                          |                                                                          |                                                                          |                                                                          |                                                                          |                                                                          |                                                                          |                                                                          |                                                                          |                                                                          |                                                                          |                                                                          |                                                                          |                                                                          |                                                                          |                                                                          | 12000                                                                    |
| Mixed-Team                                                               | 30000                                                                    | 19000                                                                    | 12000                                                                    | 8000                                                                     | 6000                                                                     | 4000                                                                     | 3000                                                                     | 2000                                                                     |                                                                          |                                                                          |                                                                          |                                                                          |                                                                          |                                                                          |                                                                          |                                                                          |                                                                          |                                                                          |                                                                          |                                                                          |                                                                          |                                                                          |                                                                          |                                                                          |                                                                          |                                                                          |                                                                          |                                                                          |                                                                          |                                                                          | 84000                                                                    |

Bei den Männern legte die FIS für die Saison 2024/25 ein Preisgeld von 86.100 Schweizer Franken pro Einzelwettbewerb fest. Dieses Preisgeld wird unter den 30 besten Athleten aufgeteilt. Der Sieger gewinnt 13.000 Franken. Der Qualifikationssieger erhält separat 3.000 Franken, bei Skifliegen beträgt diese Prämie 5.000 Franken. Ansonsten besteht kein Unterschied zwischen Skispringen und Skifliegen.
Bei den Frauen liegt das von der FIS festgesetzte Preisgeld in der Saison 2024/25 bei 30.229 Schweizer Franken pro Einzelwettbewerb, das unter den 25 besten Athletinnen verteilt wird. Dabei erhält eine Springerin 43 Franken pro erreichtem Weltcuppunkt. Die Siegerin erhält somit 4.300 Franken. Bei Skifliegen beträgt das Preisgeld 66.300 Franken, das unter den besten 20 Athletinnen zu 100 Franken pro erzieltem Weltcuppunkt aufgeteilt wird.
Bei Teamwettbewerben der Männer werden 84.000 Franken unter den ersten acht, bei Superteamwettbewerben unter den ersten zwölf Teams aufgeteilt. Bei Teamwettbewerben der Frauen werden 12.000 Franken unter den ersten drei, bei Superteamwettbewerben unter den ersten acht Teams aufgeteilt. Bei Mixed-Team-Springen erfolgt die Preisgeldausschüttung analog zu den Teamwettkämpfen der Männer.

## Geschichte

### Einführung der Weltcupserie im Skispringen
Bevor der Skisprung-Weltcup eingeführt wurde, fanden die bedeutendsten Wettbewerbe im Skispringen bei Olympischen Winterspielen (seit 1924), Nordischen Skiweltmeisterschaften (seit 1925), der Vierschanzentournee (seit 1953) und der Skiflug-Weltmeisterschaft (seit 1972) statt. Größere Bedeutung hatten außerdem Skispringen auf dem Holmenkollbakken im norwegischen Oslo, auf dem bereits seit 1892 Wettkämpfe ausgetragen wurden und der als älteste Skisprunganlage der Welt gilt. Zum Winter 1979/80 beschloss die FIS die Einführung einer Weltcupserie nach Vorbild der alpinen Skisportler, für die bereits seit 1967 ein Weltcup existiert hatte.

### 1979–1982: Anfänge
Der erste Wettbewerb im Skisprung-Weltcup fand am 27. Dezember 1979 auf der heute stillgelegten Trampolino Italia im italienischen Cortina d’Ampezzo statt. Der 21-jährige Anton Innauer führte einen österreichischen Dreifachsieg vor Hubert Neuper und Alfred Groyer an. Von der ersten Weltcup-Saison  an flossen die Tagesergebnisse der Vierschanzentournee in die Weltcupwertungen ein, die in der ersten Saison vier von insgesamt 25 Wettbewerben ausmachte. Den ersten Gesamtweltcup gewann Hubert Neuper vor seinem Landsmann Armin Kogler und dem Polen Stanisław Bobak. Der Sieg in der Nationenwertung ging an Österreich. Am 20. Januar 1980 gelang den Österreichern Armin Kogler, Hubert Neuper, Anton Innauer und Klaus Tuchscherer auf den Big Thunder im kanadischen Thunder Bay ein Vierfachsieg; ein Rekord, der erst mehr als 42 Jahre später in der Saison 2021/22 eingestellt werden sollte. Der Kanadier Steve Collins gewann das Springen von den Salpausselkä-Schanzen im finnischen Lahti am 9. März 1980 mit dem Alter von 15 Jahren und 362 Tagen. Er ist damit der bis heute jüngste Springer, dem ein Tagessieg im Weltcup gelang.
In den folgenden beiden Jahren gewann Armin Kogler jeweils den Gesamtweltcup; ebenfalls konnten die Österreicher zwei weitere Male den Sieg in der Nationenwertung erlangen. In der Saison 1980/81 wurde der Weltcup trotz der von Ende Februar bis Anfang März auf der Heini-Klopfer-Skiflugschanze in Oberstdorf stattfindenden Skiflug-Weltmeisterschaft 1981 fortgesetzt. Während Kogler in Oberstdorf die Silbermedaille gewann, erreichte der Norweger Roger Ruud zwei Siege bei den zeitgleich ausgetragenen Weltcupspringen auf der Tremplin olympique du Mont in Chamonix und der Dauphiné-Skisprungschanze in Saint-Nizier-du-Moucherotte, weshalb sich der Gesamtweltcup erst beim Weltcupfinale in Planica entschied. Im Winter 1981/82 zählten dann die Ergebnisse der Wettbewerbe auf dem Midtstubakken sowie dem Holmenkollbakken in Oslo im Rahmen der Nordischen Skiweltmeisterschaften 1982 für die Weltcupwertungen. Zum ersten Mal kam es in dieser Saison darüber hinaus dazu, dass ein Wettbewerb ex aequo von zwei Athleten gewonnen wurde; beim Wettbewerb auf der Bergiselschanze in Innsbruck am 3. Januar 1982 lagen Manfred Deckert und Per Bergerud gleichauf vorne.

### 1982–1988: Ära von Matti Nykänen

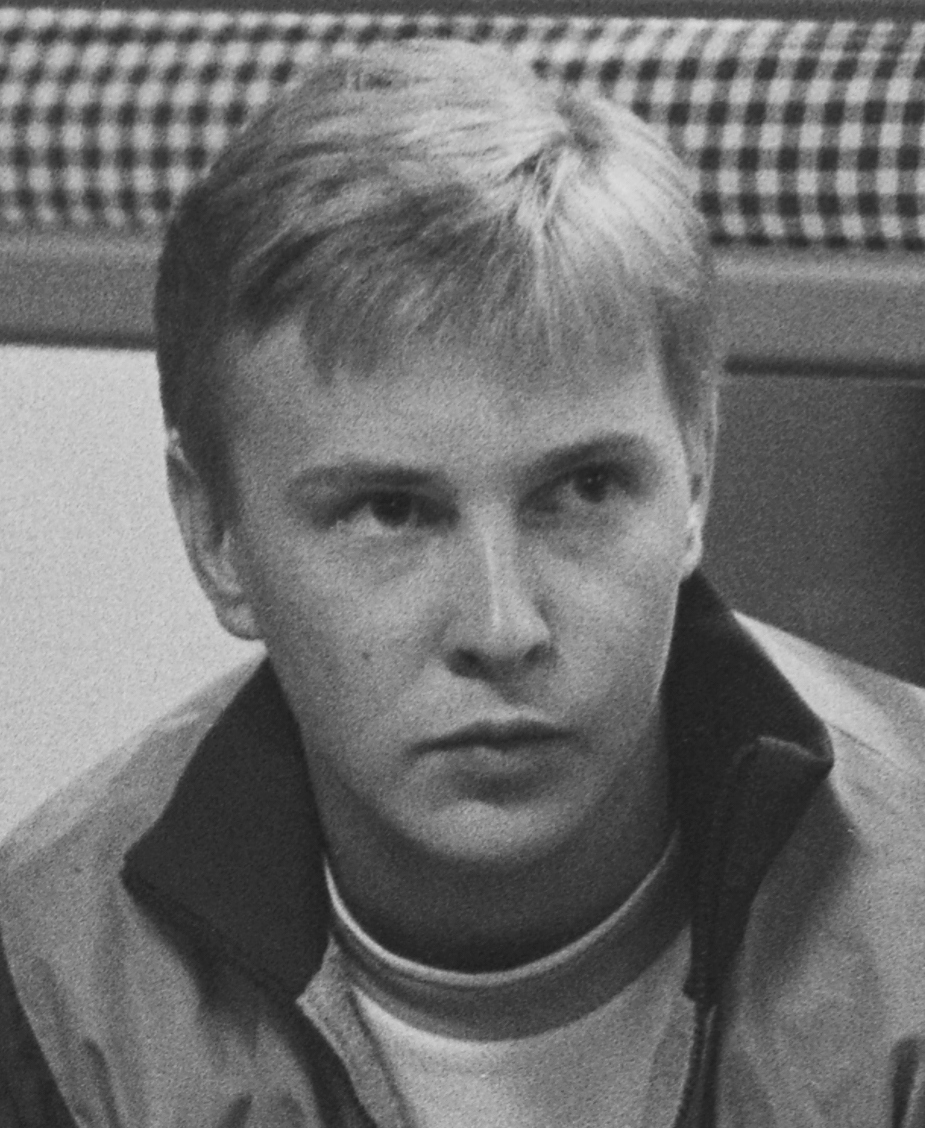
Matti Nykänen (1984)

Den Gesamtweltcup der Saison 1982/83 entschied mit dem Finnen Matti Nykänen erstmals ein Athlet für sich, der nicht aus Österreich stammte und ebenfalls zum ersten Mal gewann nicht Österreich, sondern Norwegen die Nationenwertung. Für Nykänen war es der erste von bis heute unübertroffenen vier Triumphen im Gesamtweltcup; drei weitere Siege folgten in den Wintern 1984/85, 1985/86 sowie 1987/88. Hinzu kommt ein zweiter Platz in der Saison 1983/84. Darüber hinaus setzte er mit 46 Tagessiegen bei seinen 130 Teilnahmen an Weltcupwettbewerben von 1981 bis 1990 eine Bestmarke, die erst in der Saison 2012/13 eingestellt wurde. Nach wie vor weist Nykänen mit 35,38 Prozent zudem die höchste Siegquote aller jemals im Weltcup angetretenen Athleten auf. Außerdem war er im Winter 1982/83 der erste Athlet, der mindestens zehn Wettkämpfe im Weltcup innerhalb von einer Saison gewann. 1987/88 gelang ihm das ein zweites Mal.
Zweimal wurde die Siegesserie des Finnen im Gesamtweltcup unterbrochen: Von dem Ostdeutschen Jens Weißflog in der Saison 1983/84 sowie von dem Norweger Vegard Opaas in der Saison 1986/87. Der Sieg in der Nationenwertung ging in dem Zeitraum von 1983 bis 1988 dreimal an Finnland (1983/84, 1984/85 und 1987/88) sowie jeweils einmal an Österreich (1985/86) und Norwegen (1986/87). Sechs Athleten neben Nykänen, Weißflog und Opaas gelang von 1982 bis 1988 der Sprung unter die drei Bestplatzierten im Gesamtweltcup, ohne jedoch diesen zu gewinnen. Neben Andreas Felder und Ernst Vettori, die das jeweils dreimal schafften, gehörten dazu Horst Bulau, Armin Kogler, Pavel Ploc und Primož Ulaga. Beim Skifliegen auf der Letalnica bratov Gorišek in Planica am 14. März 1987 stellte der Österreicher Felder einen bis heute bestehenden Weltcup-Rekord auf: Er gewann den Wettbewerb mit 47,5 Punkten Vorsprung vor Ole Gunnar Fidjestøl aus Norwegen.

### 1988–1992: Vom Parallelstil zum V-Stil
Für die Weltcup-Saison 1988/89 wurden die bis dahin im Gesamtweltcup üblichen Streichergebnisse abgeschafft, womit erstmals alle erzielten Ergebnisse für die Wertung zählten.
Der Winter 1988/89 brachte außerdem eine revolutionäre Änderung der Skisprungtechnik mit sich: Der Schwede Jan Boklöv war der erste Athlet, der Wettkämpfe auf höchster Ebene mit dem sogenannten V-Stil gewann, bei dem die Beine so gehalten wurden, dass die Sprungski während des Fluges ein V bildeten, wodurch eine höhere Weite erzielt werden konnte. Boklöv war bereits in der Saison 1986/87 erstmals mit diesem Sprungstil angetreten, hatte aber noch zu große Abzüge bei den Haltungspunkten durch die Kampfrichter erhalten, die mit der Begründung der fliegerischen Ästhetik den bis dahin üblichen Parallelstil bevorzugten, bei dem die Ski in der Luft parallel zueinander geführt wurden. Im Winter 1988/89 hatte er die neue Technik jedoch so perfektioniert, dass er diese Abzüge mit hohen Weiten ausgleichen konnte und fünf Einzelwettbewerbe sowie den Gesamtweltcup vor den noch im Parallelstil antretenden Jens Weißflog und Dieter Thoma gewann. In späteren Jahren sollte der V-Stil dann auch von den Kampfrichtern anerkannt werden. Den Sieg in der Nationenwertung erreichte das Team aus Norwegen.

„Aber ich flog auf diese Weise weiter, also wollte ich nicht damit aufhören. Und eines Tages mussten sie es doch akzeptieren, hoffte ich.“

In den folgenden Jahren setzte sich der V-Stil als neuer Standard durch. Vor allem junge Springer profitierten zunächst durch die Schwierigkeiten der etablierten Athleten bei der Umstellung ihrer über Jahre eingeübten Paralleltechnik. So gewann der 21 Jahre alte Schweizer Stephan Zünd im Weltcup-Winter 1990/91 mit dem V-Stil drei Wettkämpfe, den neu eingeführten Skiflug-Weltcup und wurde Zweiter im Gesamtweltcup hinter Andreas Felder; ein Jahr zuvor hatte den Gesamtweltcup 1989/90 der Finne Ari-Pekka Nikkola noch einmal im Parallelstil für sich entschieden. Toni Nieminen, ebenfalls aus Finnland stammend, erreichte mit dem V-Stil im Winter 1991/92 16-jährig den Sieg im Gesamtweltcup vor Werner Rathmayr und Andreas Felder. Die Nationenwertungen in diesen drei Jahren gewannen durchgehend die Österreicher. In den folgenden Jahren hatte sich die Konkurrenz so weit an den V-Stil angepasst, dass der Vorteil dieser Athleten schwand und beispielsweise Boklöv und Nieminen ihren Platz in der Weltspitze verloren. Der letzte Springer, der einen Wettbewerb im Weltcup mit dem Parallelstil gewann, war Ralph Gebstedt am 24. März 1991 in Planica.
Darüber hinaus wurden an den Weltcup-Wochenenden der Saison 1991/92 in Predazzo und Planica zum ersten Mal zwei Teamwettbewerbe ausgetragen, bei denen jeweils vier Athleten einer Nation gemeinsam antraten und deren Punkte addiert wurden. Beide Wettkämpfe wurden von österreichischen Mannschaften in den Besetzungen Werner Rathmayr, Ernst Vettori, Martin Höllwarth und Andreas Felder beziehungsweise Andreas Felder, Martin Höllwarth, Werner Rathmayr und Heinz Kuttin gewonnen. Mannschaften aus Finnland (zweimal), Deutschland und der Schweiz (jeweils einmal) konnten sich bei diesen beiden Teamspringen der Saison mindestens einmal auf dem Podium platzieren.

### 1992–1996: Skiflugweltrekorde über 200 Meter und Triumphe von Andreas Goldberger
Durch den V-Stil und den höheren Luftwiderstand erreichten die Athleten im Flug eine niedrigere Geschwindigkeit; diese wurde durch den höheren Auftrieb mehr als ausgeglichen, weshalb dennoch höhere Weiten erzielt werden konnten. Gleichzeitig wurde die Flugkurve flacher, was eine bauliche Anpassung der Schanzen und Aufsprunghügel notwendig machte, um damit den Druck auf die Körper der Springer bei der Landung und deren Verletzungsrisiko zu verringern. „Das Skispringen ist dadurch erheblich sicherer geworden“, sagte der langjährige Renndirektor der FIS, Walter Hofer, dazu später einmal. „Früher hatten wir pro Springen 12 bis 15 Stürze, heute liegen sie im Promillebereich.“
In der Saison 1992/93 erreichten drei Athleten die ersten drei Plätze im Gesamtweltcup, denen eine so gute Platzierung in der Gesamtwertung zuvor noch nicht gelungen war: Andreas Goldberger siegte vor Jaroslav Sakala und Noriaki Kasai. Der Sieg im Nationencup ging in diesem Winter ein weiteres Mal und zum vierten Mal nacheinander an Österreich. Im darauffolgenden Winter 1993/94 kamen die Änderungen an Technik und Schanzen auch beim Skifliegen zum Tragen. Auf der Letalnica bratov Gorišek in Planica verbesserte Martin Höllwarth im Vorfeld der zum Weltcup zählenden Skiflug-Weltmeisterschaft 1994 am 17. März den mehr als sieben Jahre alten Weltrekord von Piotr Fijas (194 Meter) auf 196 Meter. Diese Weite wurde noch an demselben Tag von Toni Nieminen übertroffen, der mit 203 Metern als erster Mensch von einem Flug auf mehr als 200 Meter ohne Sturz landen konnte. Zuvor hatte Andreas Goldberger am gleichen Tag bereits einen Flug auf 202 Meter erreicht, jedoch bei der Landung in den Schnee gegriffen. Einen Tag später erhöhte Espen Bredesen, der in diesem Winter auch den Gesamtweltcup gewann, den Rekord auf 209 Meter.
1994/95 erreichte der Österreicher Goldberger seinen zweiten Gesamtweltcupsieg. Zweiter wurde Roberto Cecon als bislang einziger Italiener, dem eine so gute Platzierung in der Weltcup-Gesamtwertung gelang. Der zu diesem Zeitpunkt 17-jährige Finne Janne Ahonen, rund zehn Jahre später zweifacher Sieger im Gesamtweltcup, sprang als Dritter ebenfalls erstmals unter die drei besten Athleten einer Saison. 1995/96 verteidigte Goldberger als dritter Skispringer nach Armin Kogler und Matti Nykänen seinen Titel und gewann den Gesamtweltcup als erst zweiter Athlet nach Nykänen zum mindestens dritten Mal. Zweiter wurde noch einmal Ahonens Landsmann Ari-Pekka Nikkola, der sechs Jahre nach seinem Gesamtsieg seine zweitbeste Platzierung im Gesamtweltcup erreichte, Dritter erneut Ahonen selbst. Die Nationenwertung gewann in diesen beiden Jahren, nach dem Sieg der Norweger 1993/94, jeweils Finnland. Nach zu diesem Zeitpunkt 17 Jahren Weltcup-Geschichte war der Sieg in der Nationenwertung bis dahin also weiterhin stets nach Österreich (achtmal), Finnland (fünfmal) oder Norwegen (viermal) gegangen.

### 1996–1999: Japanische Erfolge

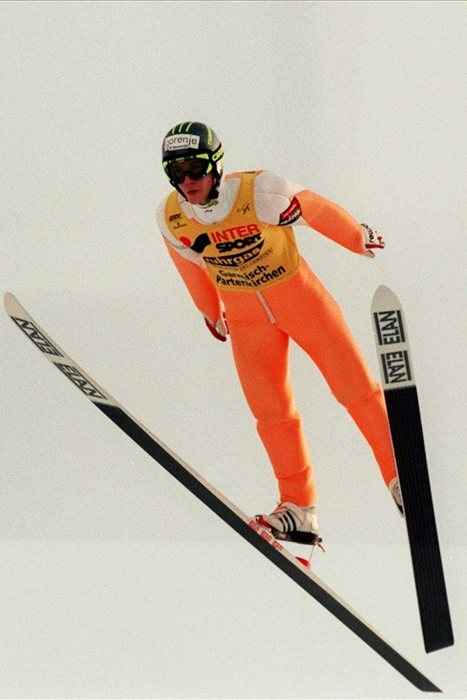
Primož Peterka (1997)

Das sollte sich jedoch im darauffolgenden Jahr ändern. Der Skisprung-Weltcup 1996/97 wurde von zwei Seiten dominiert. Zu diesen gehörte einerseits die japanische Mannschaft, aus der mit Kazuyoshi Funaki (viermal), Takanobu Okabe (dreimal), Akira Higashi und Hiroya Saitō (jeweils einmal) vier verschiedene Springer mindestens einen Tagessieg sowie mit Masahiko Harada und Noriaki Kasai zwei weitere Athleten mindestens eine Podiumsplatzierung erreichen und den ersten Gesamtsieg für Japan in der Nationenwertung sichern konnten. Andererseits war es der zu Saisonbeginn erst 17 Jahre alte Slowene Primož Peterka, der sieben Einzelspringen und den Gesamtweltcup vor Dieter Thoma und Kazuyoshi Funaki für sich entschied.
Im Winter 1997/98 hießen die Sieger abermals Primož Peterka im Gesamtweltcup sowie Japan in der Nationenwertung. Dieses Mal entwickelte sich ein Duell um den Gesamtweltcup zwischen Peterka und Funaki, das sich erst beim Saisonfinale in Planica entschied. Dort gelang es Peterka trotz eines misslungenen zweiten Sprunges, seinen Titel vor Funaki zu verteidigen. Dritter wurde der Österreicher Andreas Widhölzl. 1998/99 gelang den Japanern der dritte Sieg in Serie in der Nationenwertung. Der Sieg eines ihrer Athleten im Gesamtweltcup blieb ihnen aber auch in diesem Jahr verwehrt und es gewann Martin Schmitt als zweiter Deutscher nach Jens Weißflog vor Janne Ahonen und Noriaki Kasai die Große Kristallkugel.

### 1999–2004: Deutscher Skisprung-Boom und Seriensiege von Adam Małysz
Auch in der Saison 1999/2000 triumphierte Schmitt im Gesamtweltcup, die japanische Siegesserie in der Nationenwertung wurde jedoch durch Finnland beendet. Die Erfolge des Deutschen und seines Landsmannes Sven Hannawald unter Trainer Reinhard Heß um die Jahrtausendwende unter anderem im Weltcup und bei der Vierschanzentournee, bei deren 50. Ausgabe 2001/02 Hannawald als erster Athlet überhaupt alle vier Springen gewann, sorgten für einen vorübergehenden Skisprung-Boom in Deutschland, der unter anderem dazu führte, dass RTL für einige Jahre die Weltcup-Übertragung in Deutschland übernahm. Nachdem Schmitt ebenso wie der Rest der deutschen Mannschaft den Anschluss an die Weltspitze verloren und Hannawald seine Karriere infolge einer Burn-out-Erkrankung im Sommer 2005 beendet hatte, ging das öffentliche Interesse in Deutschland am Skispringen erst einmal wieder zurück.
Die folgenden drei Winter 2000/01, 2001/02 und 2002/03 brachten bei den Männern bislang einmalige drei Siege im Gesamtweltcup in Serie für den Polen Adam Małysz mit sich, der in diesem Zeitraum außerdem 21 seiner insgesamt 39 Einzelsiege erreichte. Dreimal sicherten sich die beiden Gesichter des deutschen Skisprung-Booms den zweiten Platz hinter Małysz, im ersten Jahr seines Triumphes war es Schmitt, in den folgenden beiden Wintern war es Hannawald. Dritte wurden in dieser Reihenfolge die beiden Finnen Risto Jussilainen und Matti Hautamäki sowie noch einmal Andreas Widhölzl. Finnland, zum ersten Mal Deutschland sowie zum wiederholten Mal Österreich siegten in diesen drei Jahren ebenfalls in dieser Reihenfolge in der Nationenwertung. In der Saison 2003/04 gewann dann Janne Ahonen nach zuvor vier Platzierungen auf dem zweiten oder dritten Rang den Gesamtweltcup vor den Norwegern Roar Ljøkelsøy und Bjørn Einar Romøren. In der Nationenwertung sollte Norwegen außerdem den bis zur Saison 2012/13 letzten nicht-österreichischen Sieg einholen.
Ein Problem ergab sich spätestens in den frühen 2000er-Jahren durch die zunehmende Verbreitung von Untergewicht bei den Athleten. Zugrunde lag die Annahme, dass ein Kilogramm Gewichtsverlust die potenzielle Flugweite um einen Meter steigen ließe. Christian Moser etwa brach bereits 1996 bei einem Wettbewerb zusammen und machte seine Erkrankung an Magersucht öffentlich; bei einer Körpergröße von 1,81 Meter hatte er nur noch 58 Kilogramm gewogen. 1999 wurde ein Urlaubsbild von Sven Hannawald öffentlich, das den Deutschen abgemagert in Badebekleidung zeigte. Zeitweise wog auch er bei einer Körpergröße von 1,85 Meter nur 61 Kilogramm. Nach einer Suspendierung wegen vermeintlicher „nächtlicher Party-Eskapaden“ warf Frank Löffler dem Deutschen Skiverband 2003 vor, ein „Hungerdiktat“ und „Kampfwiegen“ zu betreiben; den Grund für die Suspendierung nannte er ein „Ablenkungsmanöver“. Die FIS reagierte 2004 mit einer Regeländerung: Fortan mussten die Athleten einen bestimmten Body-Mass-Index aufweisen, um mit der maximalen Skilänge springen zu dürfen und somit nicht an Auftriebsfläche zu verlieren.

### 2004–2011: Österreichische Dominanz

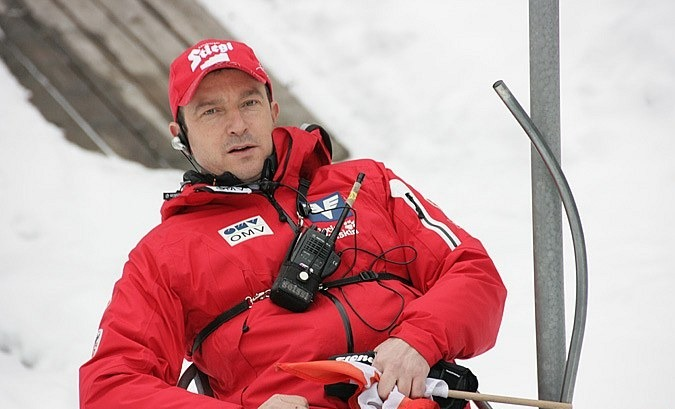
Alexander Pointner (2013)

2004 beförderte Anton Innauer in seiner damaligen Funktion als Nordischer Direktor des Österreichischen Skiverbandes den vormaligen B-Kader-Trainer Alexander Pointner zum Cheftrainer der österreichischen Nationalmannschaft. Innauer bezeichnete diesen Schritt als „Aufbruch in ein modernes Zeitalter, zum neuen Skispringen“. Pointner modernisierte das Training der Österreicher und legte beispielsweise insbesondere zu Beginn seiner Amtszeit einen größeren Fokus auf Krafttraining mit dem Ziel eines höheren Absprunges von der Schanze, einer höheren Flugkurve und einer höheren Weite. Mit einem hohen Absprung flog etwa Thomas Morgenstern bereits im Jugendalter in die Weltspitze und gewann in der Saison 2002/03 mit 16 Jahren sein erstes Weltcupspringen. Darüber hinaus setzte Pointner auf moderne Trainingsmethoden abseits der Schanzen und engagierte etwa einen Mentaltrainer, einen Ernährungsberater und einen Humortrainer für das Team.
Die neuen Methoden sollten sich in den nächsten Jahren auszahlen und Österreich gewann von 2004 bis 2012 achtmal nacheinander die Nationenwertung. Bis zum ersten österreichischen Sieg im Gesamtweltcup seit dem von Andreas Goldberger im Winter 1995/96 sollten allerdings noch einige Jahre vergehen. Zunächst verteidigte in der Saison 2004/05 Janne Ahonen seinen Titel aus dem Vorjahr. Er gewann zwölf der 28 Wettbewerbe, darunter alleine elf der ersten 13 Einzelspringen und stellte somit einen neuen Rekord für die meisten Tagessiege innerhalb von einer Saison auf. 2005/06 war es dann als erster Tscheche Jakub Janda, der den Gesamtweltcup vor Janne Ahonen und Andreas Küttel gewann. 2006/07 gelang es noch einmal Adam Małysz den Gesamtweltcup vier Jahre nach seinem letzten Triumph vor Anders Jacobsen und Simon Ammann für sich zu entscheiden. Mit dem vierten und letzten Titelgewinn seiner Laufbahn in dieser Hinsicht zog Małysz als bislang einziger Athlet bei den Männern mit Rekordhalter Matti Nykänen gleich.
In den Skisprung-Weltcup 2007/08 startete der mittlerweile 21 Jahre alte Thomas Morgenstern mit sechs aufeinanderfolgenden Siegen; es war ein neuer Rekord für die längste ununterbrochene Siegesserie seit Beginn einer Saison. In der Weltcup-Gesamtwertung führte er einen österreichischen Doppelsieg vor dem zu Saisonbeginn ebenfalls erst 17-jährigen Gregor Schlierenzauer an. Janne Ahonen erreichte als Dritter zum achten und letzten Mal eine Positionierung unter den drei Gesamtbesten einer Saison. Im Skisprung-Weltcup 2008/09 sorgte Schlierenzauer für den zweiten Triumph eines Österreichers in der Einzelwertung in Folge. Zweiter wurde dieses Mal Simon Ammann vor dem drittplatzierten Wolfgang Loitzl. Mit dem Gesamtsieg von Loitzl bei der 57. Vierschanzentournee begann für die Österreicher außerdem eine weitere Serie im Weltcup-Rahmen: Bis einschließlich zur Vierschanzentournee 2014/15 sorgten Andreas Kofler, Thomas Morgenstern, zweimal Gregor Schlierenzauer, Thomas Diethart und Stefan Kraft für sieben Gesamtsiege durch sechs verschiedene österreichische Athleten nacheinander bei der Tournee.
Die beiden folgenden Jahre brachten eine der bis dahin größten Regeländerungen mit sich. Fortan flossen die Windbedingungen und die Anlauflänge in die Gesamtpunktzahl für einen Sprung mit ein. Für günstige Windverhältnisse gab es Punktabzüge, für schlechte Windverhältnisse Punktgutschriften. Die Jury eines Wettkampfes hatte nun außerdem die Möglichkeit, die Anlauflänge für jeden Athleten anhand von Windbedingungen und dem Können der Athleten individuell anzupassen, ohne, wie es zuvor notwendig war, den jeweiligen Wettbewerbsdurchgang neu starten zu müssen. Ziel war es, das Skispringen gerechter und unabhängiger von den Bedingungen während eines Sprunges zu machen. Die neue Regelung kam auf Betreiben des Österreichischen Skiverbandes im Skispringen zunächst nur testweise beim Skisprung-Grand-Prix 2009, bei der FIS-Team-Tour 2010 und dem Nordic Tournament 2010 zum Einsatz. Darüber hinaus galt sie im gesamten Weltcup der Nordischen Kombination 2009/10. Die Regelung bewährte sich und gilt seit der Saison 2010/11 ausnahmslos auch im Skisprung-Weltcup bei allen Wettkämpfen.
Simon Ammann war im Winter 2009/10 der erste Schweizer, der die Große Kristallkugel für den Sieg im Gesamtweltcup erhielt. Zuvor waren die zweiten Plätze von Stephan Zünd 1990/91 und Ammann selbst im Vorjahr die besten Schweizer Resultate in dieser Wertung gewesen. Mit Schlierenzauer und Morgenstern auf den Rängen zwei und drei platzierten sich in der dritten Saison in Folge mindestens zwei Österreicher unter den besten drei Springern. Im darauffolgenden Jahr sicherte sich Morgenstern seinen zweiten Triumph im Gesamtweltcup. Dieser Erfolg gelang ihm vor dem wiederum zweitplatzierten Ammann und Adam Małysz, der in der letzten Saison seiner Karriere Dritter wurde.

### 2011–2014: Weltcupserie der Frauen, Ende der österreichischen Vorherrschaft bei den Männern und Rekordsieger Gregor Schlierenzauer

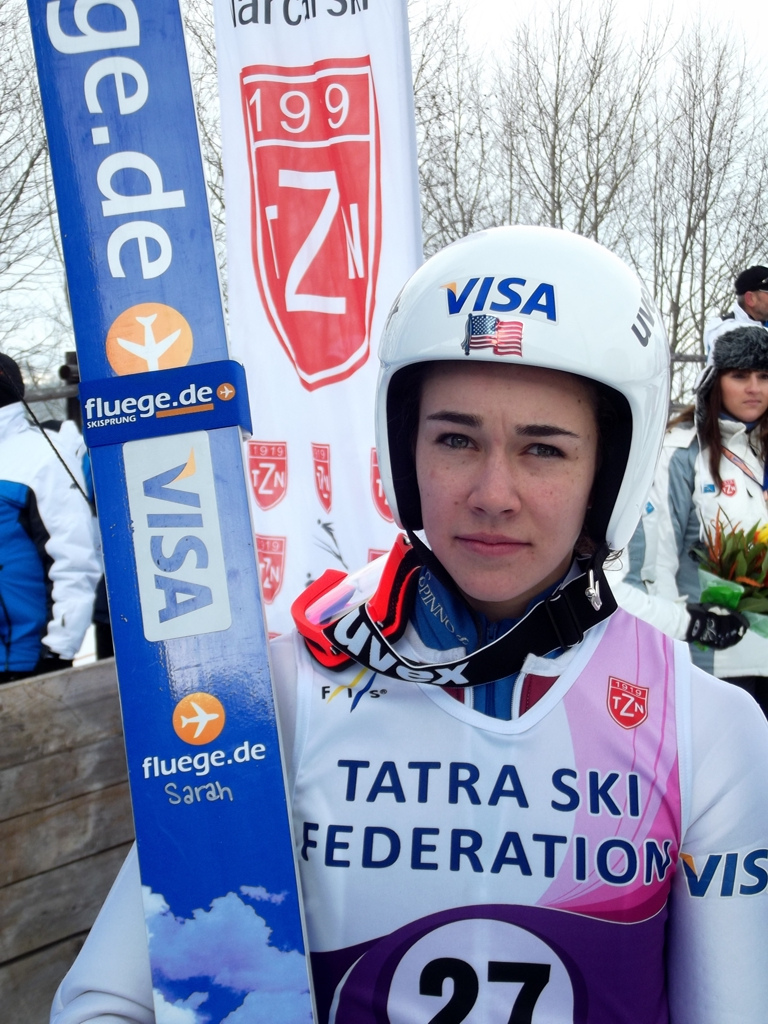
Sarah Hendrickson (2012)

Bei den Nordischen Skiweltmeisterschaften 2009 in Liberec wurde zum ersten Mal ein Wettbewerb im Skispringen der Frauen von der Normalschanze abgehalten; seit 2004 hatte es außerdem bereits eine Continental-Cup-Serie gegeben, die bis 2011 die höchstrangige internationale Wettkampfebene der Frauen blieb. Bereits bei den Skiweltmeisterschaften 2009 war die Einführung einer Weltcupserie der Frauen im Gespräch, auch wenn Walter Hofer die fehlende Breite von Spitzenathletinnen zu Bedenken gab. Dieser Plan wurde zum Weltcup-Winter 2011/12 umgesetzt.
Am 3. Dezember 2011 gewann die US-Amerikanerin Sarah Hendrickson vor Coline Mattel aus Frankreich und Melanie Faißt aus Deutschland auf dem Lysgårdsbakken im norwegischen Lillehammer den ersten Wettbewerb im Skisprung-Weltcup der Frauen. Hendrickson gewann in diesem Winter, in dem bei den Frauen noch ausschließlich Wettbewerbe von Normalschanzen ausgetragen wurden, auch den ersten Gesamtweltcup der Frauen vor Daniela Iraschko und Sara Takanashi, in der Nationenwertung siegten die Vereinigten Staaten. Bei den Männern begann die österreichische Dominanz der Vorjahre in dieser Saison erstmals zu bröckeln. Zwar gewann man noch einmal und zum achten Mal in Serie die Nationenwertung und setzte mit Gregor Schlierenzauer die Siegesserie bei der Vierschanzentournee fort, im Gesamtweltcup sorgte Anders Bardal jedoch für den ersten norwegischen Sieg seit dem von Espen Bredesen 18 Jahre zuvor.
Im Skisprung-Weltcup 2012/13 beendete Norwegen die österreichische Siegesserie in der Nationenwertung der Männer. Am 26. Januar 2013 stellte Schlierenzauer mit seinem 46. Einzelsieg im Weltcup beim Skifliegen in Vikersund den Rekord von Matti Nykänen ein; diesen überbot er mit seinem 47. Sieg in der darauffolgenden Woche beim Skifliegen in Harrachov am 3. Februar 2013. Schlierenzauer gewann auch den Gesamtweltcup der Männer vor Bardal und Kamil Stoch. Einen Aufschwung hatte außerdem wieder das deutsche Team der Männer zu verzeichnen: Fünf Athleten sprangen im Saisonverlauf mindestens einmal auf das Podium, Severin Freund trug nach zwei Siegen zu Saisonbeginn das Gelbe Trikot des Führenden im Gesamtweltcup. Bei den Frauen war es die Japanerin Takanashi, die vor Hendrickson und Mattel im Alter von 16 Jahren den Gesamtweltcup gewann. In der Nationenwertung verteidigten die US-Amerikanerinnen den Titel aus dem Vorjahr.
Neben dem ersten Mixed-Team-Wettbewerb der Weltcup-Geschichte, der am 23. November 2012 auf dem Lysgårdsbakken in Lillehammer ausgetragen wurde und der von Norwegen in der Besetzung Maren Lundby, Tom Hilde, Anette Sagen und Anders Bardal gewonnen wurde, brachte der Winter 2012/13 auch den ersten Weltcupwettbewerb der Frauen von einer Großschanze am 17. März 2013 auf dem Holmenkollbakken in Oslo mit sich. Für Takanashi war der Titel der erste von vieren im Gesamtweltcup innerhalb von fünf Jahren. Der zweite Sieg folgte bereits im darauffolgenden Winter 2013/14, dieses Mal vor Carina Vogt und Yūki Itō. Takanashi und Itō führten damit auch das japanische Team zum Gewinn der Nationenwertung der Frauen. Bei den Männern gewann Kamil Stoch als zweiter polnischer Skispringer nach Adam Małysz den Gesamtweltcup vor Peter Prevc und Severin Freund. Obwohl Österreich die Nationenwertung der Männer für sich entschied, trennte sich der Österreichische Skiverband nach zehn Jahren von Cheftrainer Alexander Pointner.

### 2014–2017: Knappstmögliches Ergebnis im Gesamtweltcup der Männer und Rekorde von Sara Takanashi
Nachdem zu Saisonbeginn verschiedene Athleten nacheinander das Gelbe Trikot getragen hatten, spitzte sich der Skisprung-Weltcup 2014/15 bei den Männern auf ein Duell um den Gesamtweltcup zwischen dem Deutschen Freund und dem Slowenen Prevc zu, das sich erst beim Saisonfinale in Planica entschied. Freund erreichte dort den siebten Platz, Prevc den zweiten. Damit lagen die beiden in der Gesamtwertung mit jeweils 1729 Punkten gleichauf vorne. Da Freund die in diesem Fall entscheidende höhere Anzahl an Einzelsiegen in dieser Saison gegenüber Prevc aufzuweisen hatte, war er der Sieger. Den Triumph des Slowenen verhinderte in diesem Wettbewerb dessen Landsmann Jurij Tepeš, der für seinen zweiten Flug auf 244 Meter von den Punktrichtern fünfmal die Höchstnote 20 erhielt und gewann. Dritter im Gesamtweltcup war Stefan Kraft, der Sieg in der Nationenwertung ging zum zweiten Mal an Deutschland. Bei den Frauen unterbrach Daniela Iraschko-Stolz die Siegesserie von Sara Takanashi im Gesamtweltcup, die vor Carina Vogt Gesamtzweite wurde. Die Nationenwertung der Frauen gewann zum ersten Mal Österreich.
Der Japaner Noriaki Kasai avancierte 2014 rund zehn Jahre nach seinem zuvor letzten Einzelsieg im Weltcup am 28. Februar 2004 in Park City mit zwei Siegen zum ältesten Tagessieger der Geschichte im Skisprung-Weltcup. Kasai, der bereits am 17. Dezember 1988 in Sapporo noch im Parallelstil sein Weltcup-Debüt gegeben hatte, 1992 Skiflug-Weltmeister geworden war und bis dahin 15 Tagessiege im Weltcup zu verzeichnen hatte, gewann zunächst am 11. Januar 2014 das Skifliegen auf dem Kulm in Bad Mitterndorf. Mit dem Alter von zu diesem Zeitpunkt 41 Jahren und 219 Tagen überbot er den Altersrekord seines Landsmannes Takanobu Okabe, der das Weltcup-Skispringen auf den Puijo-Schanzen in Kuopio am 10. März 2009 mit 38 Jahren und 135 Tagen gewonnen hatte. Am 29. November 2014 erhöhte Kasai seinen eigenen Rekord ein weiteres Mal, als er auf der Rukatunturi-Schanze in Kuusamo mit 42 Jahren und 176 Tagen siegte. Dabei lag er ex aequo mit Simon Ammann vorne; für beide Athleten, die immer noch bei internationalen Wettkämpfen in Erscheinung treten, war es bis zum gegenwärtigen Zeitpunkt der letzte Tagessieg im Weltcup.

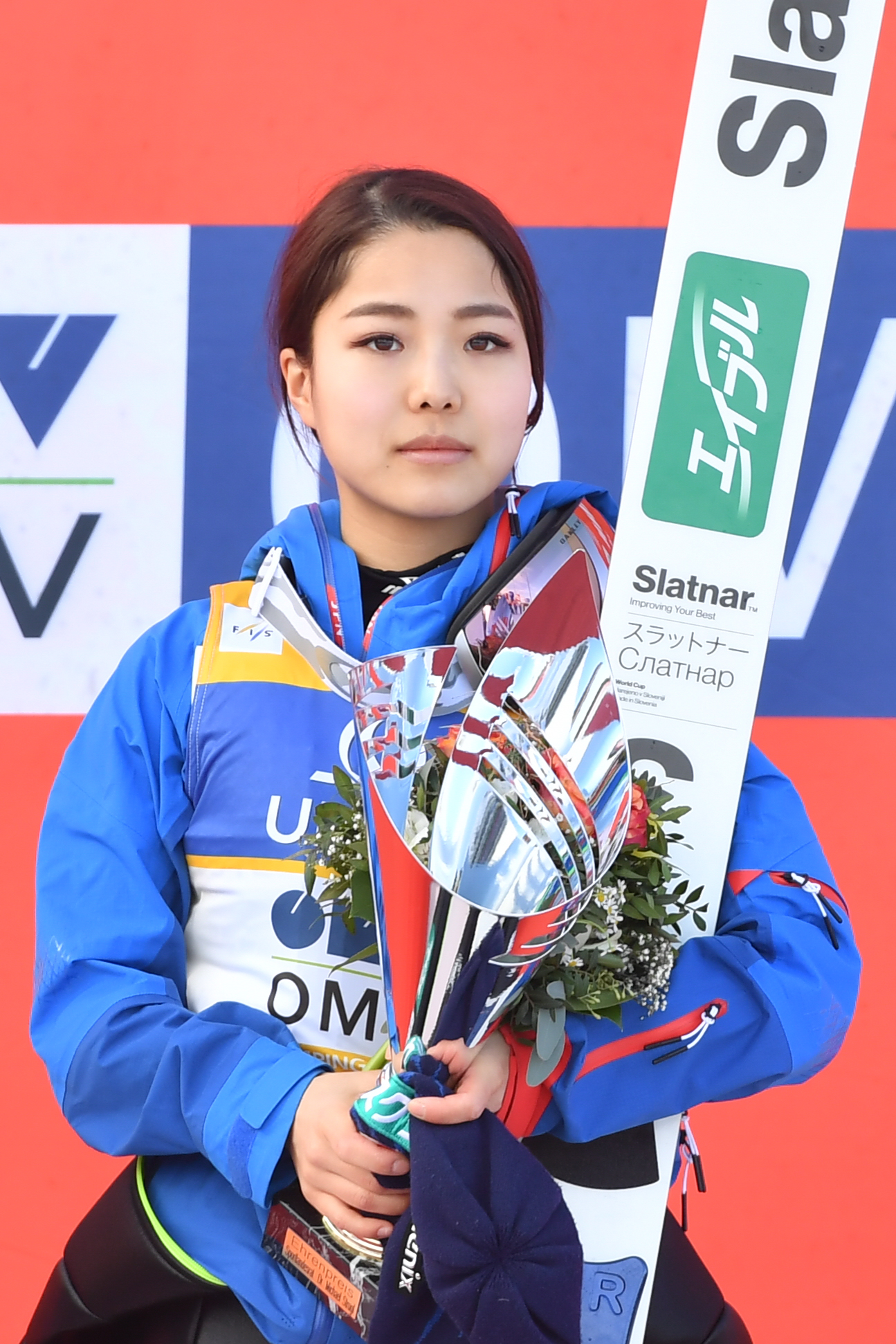
Sara Takanashi (2017)

Nach der knappen Niederlage im Vorjahr dominierte Peter Prevc den Winter 2015/16 mit 15 Siegen in 29 Wettbewerben und gewann den Gesamtweltcup vor Severin Freund und Kenneth Gangnes. Prevc überbot den Rekord von Gregor Schlierenzauer für die meisten Siege innerhalb von einer Saison aus dem Winter 2008/09; Schlierenzauer wiederum hatte seinerzeit mit 13 Siegen in 27 Wettkämpfen den vorherigen Rekord von Janne Ahonen aus der Saison 2004/05 gebrochen. Am 19. Dezember 2015 in Engelberg stand Prevc gemeinsam mit seinem 16-jährigen Bruder Domen Prevc auf dem Podium. Es war das erste Mal, dass sich zwei Brüder gemeinsam auf einem Weltcup-Podium platzieren konnten. Norwegen siegte 2015/16 in der Nationenwertung der Männer.
Das Äquivalent zu Peter Prevc bei den Männern war bei den Frauen in dieser Saison Sara Takanashi, die 14 von 17 Einzelspringen und zum dritten Mal den Gesamtweltcup vor Daniela Iraschko-Stolz und Maja Vtič gewann; Takanashi blieb bei der Anzahl der Siege allerdings hinter ihrem eigenen Rekord aus der Saison 2013/14 zurück, als sie 15 von 19 Wettbewerben für sich entscheiden hatte können. Österreich verteidigte den Titel in der Nationenwertung der Frauen aus dem Vorjahr. 2016/17 gewann Takanashi als erste Frau und geschlechterübergreifend dritte Athletin nach Matti Nykänen und Adam Małysz zum vierten Mal den Gesamtweltcup, dieses Mal vor Yūki Itō und Maren Lundby. Japan siegte zum zweiten Mal in der Nationenwertung der Frauen.
Als siebter Österreicher gewann Stefan Kraft zum ersten Mal den Gesamtweltcup der Männer. Er setzte sich gegenüber Kamil Stoch durch, der noch bis zum letzten Springen ebenfalls Chancen auf den Gesamtsieg gehabt hatte und Zweiter vor dem Norweger Daniel-André Tande auf dem dritten Rang wurde. Peter Prevc konnte an die Leistungen der Vorsaison nicht mehr anknüpfen und nur einen Wettbewerb gewinnen; sein Bruder Domen Prevc hatte mit vier Siegen in den ersten sieben Einzelwettbewerben den ersten Teil der Saison dominiert, konnte sich im weiteren Saisonverlauf dann aber nur noch ein weiteres Mal auf dem Podium platzieren und verlor an Boden. Polen erreichte, angeführt von Stoch, den ersten Sieg in der Nationenwertung überhaupt.

### 2017–2020: Seriensiege von Maren Lundby bei den Frauen und verschiedene Gewinner bei den Männern
Nach den bis zu diesem Zeitpunkt 53 Einzelsiegen von Sara Takanashi, mit denen sie bereits im Alter von 20 Jahren den geschlechterübergreifenden Rekord von Gregor Schlierenzauer, der am 6. Dezember 2014 in Lillehammer zum 53. und letzten Mal ein Einzelspringen im Weltcup gewonnen hatte, eingestellt hatte, sollte es in den folgenden drei Jahren die Norwegerin Maren Lundby sein, die als geschlechterübergreifend zweite Athletin nach Adam Małysz drei Mal in Folge den Gesamtweltcup der Frauen gewann und in diesem Zeitraum 26 ihrer 30 Tagessiege einsprang. In den Wintern 2017/18 und 2018/19 kam ihr Katharina Althaus auf dem zweiten Gesamtrang neben Sara Takanashi und Juliane Seyfarth, die in den beiden Jahren den dritten Rang belegten, am nächsten. Zudem konnte Deutschland in beiden Jahren die Nationenwertung der Frauen für sich entscheiden. 2019/20 waren es Chiara Hölzl und Eva Pinkelnig, die hinter Lundby Zweite und Dritte im Gesamtweltcup wurden und die Österreicherinnen zum Triumph in der Nationenwertung führten.
Bei den Männern gewann Kamil Stoch in der Saison 2017/18 zum zweiten Mal den Gesamtweltcup. Zweiter wurde der Deutsche Richard Freitag in der besten Saison seiner Laufbahn und Dritter wie im Vorjahr der Norweger Daniel-André Tande. Stoch gewann bei der Vierschanzentournee 2017/18 außerdem als zweiter Springer nach Sven Hannawald alle vier Springen. Bereits im darauffolgenden Jahr sollte dieser Erfolg bei der Vierschanzentournee 2018/19 als drittem Athleten auch dem Japaner Ryōyū Kobayashi gelingen, der außerdem den Gesamtweltcup der Saison 2018/19 vor Stefan Kraft und Kamil Stoch für sich entschied. Er war der erste Japaner, dem das gelang und nach Kazuyoshi Funaki und Noriaki Kasai auch erst der dritte, der sich überhaupt unter den besten drei Athleten einer Weltcup-Saison platzieren konnte. Im Winter 2019/20 war Stefan Kraft zum zweiten Mal der Athlet, der im Gesamtweltcup vorne lag, dieses Mal vor Karl Geiger und Ryōyū Kobayashi. Die Nationenwertungen der Männer gewannen in den drei Jahren in dieser Reihenfolge Norwegen (zum achten Mal), Polen (zum zweiten Mal) und Deutschland (zum dritten Mal).

### 2020–2023: COVID-19-Pandemie, Ausschluss der russischen Athleten und längste Saison der Weltcup-Geschichte
Während der Raw Air 2020 musste die Weltcup-Saison 2019/20 aufgrund der aufkommenden COVID-19-Pandemie vorzeitig beendet werden, nachdem die norwegische Regierung massive Maßnahmen zur Eindämmung der Infektionen beschlossen hatte; der Saisonabbruch führte bei den Männern zu Absagen der abschließenden Wettbewerbe in Trondheim und Vikersund sowie zur Verschiebung der in Planica ausgetragenen Skiflug-Weltmeisterschaft 2020 in den Dezember. Auch bei den Frauen wurde die Blue Bird Tour 2020 in Nischni Tagil und Tschaikowski abgesagt. Zuvor mussten aufgrund der staatlichen Maßnahmen bereits Wettbewerbe unter Ausschluss der Zuschauer ausgetragen werden. Zwei Personen im Umfeld der Raw Air mussten darüber hinaus unter Quarantäne gestellt werden, darunter Sandro Pertile, der in der darauffolgenden Saison die Nachfolge von Walter Hofer als Renndirektor der FIS antreten sollte.
Bis 2020 sah sich das Skispringen mit einer wachsenden Anzahl von Kreuzbandrissen konfrontiert. So gab es auf Spitzenebene allein 2019 sieben bekannte Fälle von Kreuzbandrissen bei den Frauen und drei bei den Männern. Zurückgeführt wurde die hohe Anzahl an solchen Knieverletzungen auf Keile, die in den Skisprungschuhen platziert wurden; diese verbesserten zwar das Flugverhalten der Ski, sorgten aber auch für eine unnatürliche Fußstellung und eine höhere Belastung der Knie bei der Telemarklandung. Das Ausreizen der Materialien bei einigen Athleten durch die bis dahin fehlende Reglementierung verstärkte diesen Effekt. Zur Saison 2020/21 wurde das Reglement zur Vereinfachung der Landung dahingehend geändert, dass sowohl Sprungschuhe an sich als auch die darin befindlichen Keile nun symmetrisch geformt sein mussten; außerdem wurde die Dicke der Keile auf 5,5 Zentimeter begrenzt.

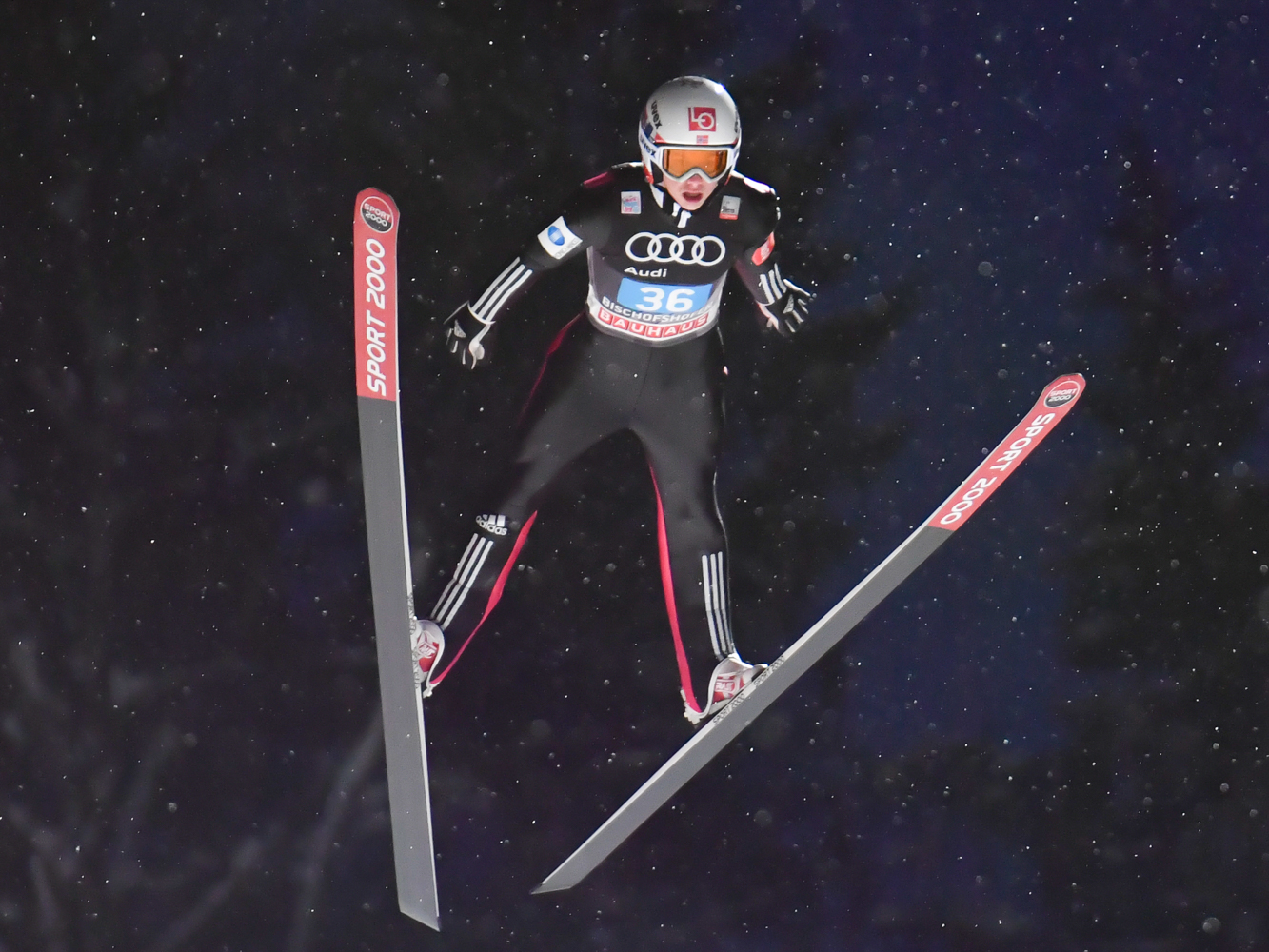
Halvor Egner Granerud (2017)

Die Regeländerungen führten unter anderem dazu, dass Ryōyū Kobayashi, Gesamtweltcupsieger 2018/19 und im Vorjahr Gesamtdritter, im Winter 2020/21 durch Einbüßen seiner aerodynamischen Vorteile aufgrund der kleineren Keile vorübergehend den Anschluss an die Weltspitze verlor und vor der Vierschanzentournee 2020/21 nur auf Position 16 im Gesamtweltcup lag. Profiteur der neuen Regelungen war hingegen der bis dahin noch weitestgehend unbekannte Norweger Halvor Egner Granerud, der 2020/21 die ersten elf Tagessiege seiner Laufbahn im Weltcup und den Sieg im Gesamtweltcup vor dem Deutschen Markus Eisenbichler und Kamil Stoch erreichte. Bei den Frauen verlor Maren Lundby ihre Dominanz und Nika Križnar siegte als erste Slowenin vor Sara Takanashi und Marita Kramer aus Österreich im Gesamtweltcup. Bei den Männern siegte Norwegen, bei den Frauen Österreich in der Nationenwertung.
Gezeichnet war die Saison 2020/21 durch die andauernde COVID-19-Pandemie. Bei den Männern wurden die Wettkämpfe im japanischen Sapporo sowie im chinesischen Zhangjiakou abgesagt. Auch die Raw Air 2021 und damit alle Wettbewerbe auf norwegischem Boden fanden nicht statt. Auch bei den Frauen fielen die Wettkämpfe in Sapporo, Zhangjiakou, Norwegen sowie außerdem Yamagata der Pandemie zum Opfer. Alle in diesem Winter ausgetragenen Wettbewerbe fanden ohne Zuschauer statt. Dass die ausgefallene Generalprobe für die Olympischen Winterspiele 2022 in Zhangjiakou für die Männer nach Zakopane verlegt, für die Frauen jedoch ersatzlos gestrichen wurde, und auch ansonsten ausgefallene Wettbewerbe deutlich häufiger bei den Männern als bei den Frauen an andere Wettkampfstätten verlegt beziehungsweise nachgeholt wurden, sorgte unterdessen für Kritik von diversen aktuellen und früheren Athletinnen.
Der FIS-Renndirektor der Männer begründete die Ungleichheit der Geschlechter bei der Austragung von Ersatzwettkämpfen mit einem unterschiedlichen Marktwert von Wettkämpfen der Männer und denen der Frauen:

„Gemäß unserer TV- und Sponsorenverträge haben Männer und Frauen unterschiedliche Werte, der Marktwert entscheidet. Leider ist das Einnahmenniveau für Veranstalter bei einem Frauen-Wettkampf nicht ausreichend, um alle Ausgaben zu decken. Das ist einer der Gründe, warum viele keine Wettkämpfe ausrichten wollen. Die Einnahmen bei Männer-Wettkämpfen sind höher, deshalb ist es einfacher, Veranstalter zu finden.“

Pertiles Pendant bei den Frauen, Chika Yoshida, habe zwar verschiedenste Ausrichter angefragt, aber hierauf lediglich Absagen erhalten.
Im Winter 2021/22 gab es wieder erste Wettbewerbe, bei denen Zuschauer zugelassen waren, so zum Beispiel beim Skifliegen in Oberstdorf. Ryōyū Kobayashi, der noch während der Vorsaison seinen Rückstand auf die Weltspitze durch die Regeländerungen hatte aufholen können, siegte im Gesamtweltcup vor Karl Geiger und Marius Lindvik. Geiger hatte seinerseits bis zum letzten Wettkampf noch Chancen auf den Gesamtsieg gehabt. Beim vorletzten Einzelspringen in Planica am 25. März 2022 sorgten die Slowenen Žiga Jelar, Peter Prevc, Anže Lanišek und Timi Zajc für den ersten Vierfachsieg einer Nation seit dem der Österreicher am 20. Januar 1980 in Thunder Bay. Bei den Frauen siegte erstmals Marita Kramer vor Nika Križnar und Urša Bogataj. Die Nationenwertungen gingen bei den Männern zum ersten Mal nach acht Jahren an Österreich, bei den Frauen zum ersten Mal überhaupt an Slowenien. Die Saison wurde vom russischen Überfall auf die Ukraine 2022 und dem daraus resultierenden Ausschluss der russischen Athleten von allen Wettbewerben ab der Raw Air 2022 überschattet. Der Ausschluss hat gegenwärtig weiterhin Bestand.
Weil der Weltcup-Auftakt der Männer zur Saison 2022/23 in Wisła zur Vermeidung von Terminkollisionen mit der zeitgleich stattfindenden Fußball-Weltmeisterschaft 2022 bereits auf den 5. November 2022 terminiert wurde, wurden die beiden an diesem Wochenende stattfindenden Wettkämpfe als erste in der Weltcup-Geschichte auf Matten anstelle von Schnee ausgetragen. Darüber hinaus wurde der Kompensationsfaktor für Rückenwind auf 50 Prozent erhöht, um die Fairness bei schwierigen Bedingungen zu erhöhen. Mit dem Super-Team-Wettbewerb wurde ein neuer Wettkampfmodus eingeführt, um vor allem weniger breit besetzten Nationen die Möglichkeit zur Teilnahme an Teamwettbewerben zu geben; bei diesem traten nun nur noch jeweils zwei anstelle von vier Athleten in drei Durchgängen für ein Team an. Außerdem wurde auf dem Vikersundbakken in Vikersund erstmals ein Skifliegen der Frauen ausgetragen, bei dem die 15 besten Athletinnen der Raw Air 2023 antraten und dessen Ergebnis selbst noch nicht zum Weltcup zählte. Diesen Wettbewerb am 19. März 2023 gewann Ema Klinec vor Silje Opseth und Yūki Itō.
Den Gesamtweltcup gewann im Winter 2022/23 zum zweiten Mal Halvor Egner Granerud, nun vor Stefan Kraft und Anže Lanišek. Österreich konnte den Titel in der Nationenwertung aus dem Vorjahr verteidigen. Bei den Frauen siegte Eva Pinkelnig zum ersten Mal. Katharina Althaus erreichte den zweiten, Ema Klinec den dritten Platz im Gesamtweltcup. Auch bei den Frauen waren es die Österreicherinnen, die den Sieg in der Nationenwertung erlangen konnten.

### Seit 2023: Stefan Kraft auf dem Weg unter die Besten und erstes Skifliegen der Frauen im Weltcup
Vier Jahre nach seinem bis dahin letzten Gesamtsieg und dem zweiten Platz im Gesamtweltcup der Vorsaison dominierte Stefan Kraft den Skisprung-Weltcup 2023/24 mit 13 Siegen in 32 Wettbewerben. Hinter ihm erreichten Ryōyū Kobayashi und Andreas Wellinger die Ränge zwei und drei im Gesamtweltcup. Kraft war nach Matti Nykänen, Andreas Goldberger und Adam Małysz der vierte männliche sowie nach Sara Takanashi und Maren Lundby insgesamt sechste Athlet, dem es mindestens dreimal gelang, den Gesamtweltcup zu gewinnen. In der Nationenwertung erreichte Österreich vor Slowenien und Deutschland bereits wieder den dritten Sieg in Serie. In Trondheim ereignete sich am 13. März 2024 zum dritten Mal in der Weltcup-Geschichte nach dem 20. Januar 1980 und dem 25. März 2022 ein Vierfachsieg einer Nation: Stefan Kraft, Daniel Tschofenig, Jan Hörl und Daniel Huber belegten für Österreich die Ränge eins bis vier.
Bei den Frauen brachte der Winter 2023/24 im Rahmen der Raw Air 2024 am 17. März 2024 das erste Skifliegen mit sich, das auch in den Weltcup einfloss. Siegerin war Eirin Maria Kvandal vor Silje Opseth und Ema Klinec. Im Gesamtweltcup der Frauen war es die Slowenin Nika Prevc, die vor Titelverteidigerin Eva Pinkelnig und der Kanadierin Alexandria Loutitt auf dem ersten Platz lag. Gemeinsam mit ihrem älteren Bruder Peter bildet Prevc das bislang einzige Geschwisterduo, das den Gesamtweltcup jeweils mindestens einmal für sich entscheiden konnte. In der Nationenwertung verteidigte Österreich auch bei den Frauen den Titel aus dem Vorjahr und erlangte vor Slowenien und Japan den ersten Platz. Auf dem Weg zu einer Vierschanzentournee der Frauen veranstalteten die Tourneestandorte Garmisch-Partenkirchen und Oberstdorf eine Two-Nights-Tour, aus der Prevc ebenfalls als Siegerin hervorging.

## Statistik

### Männer

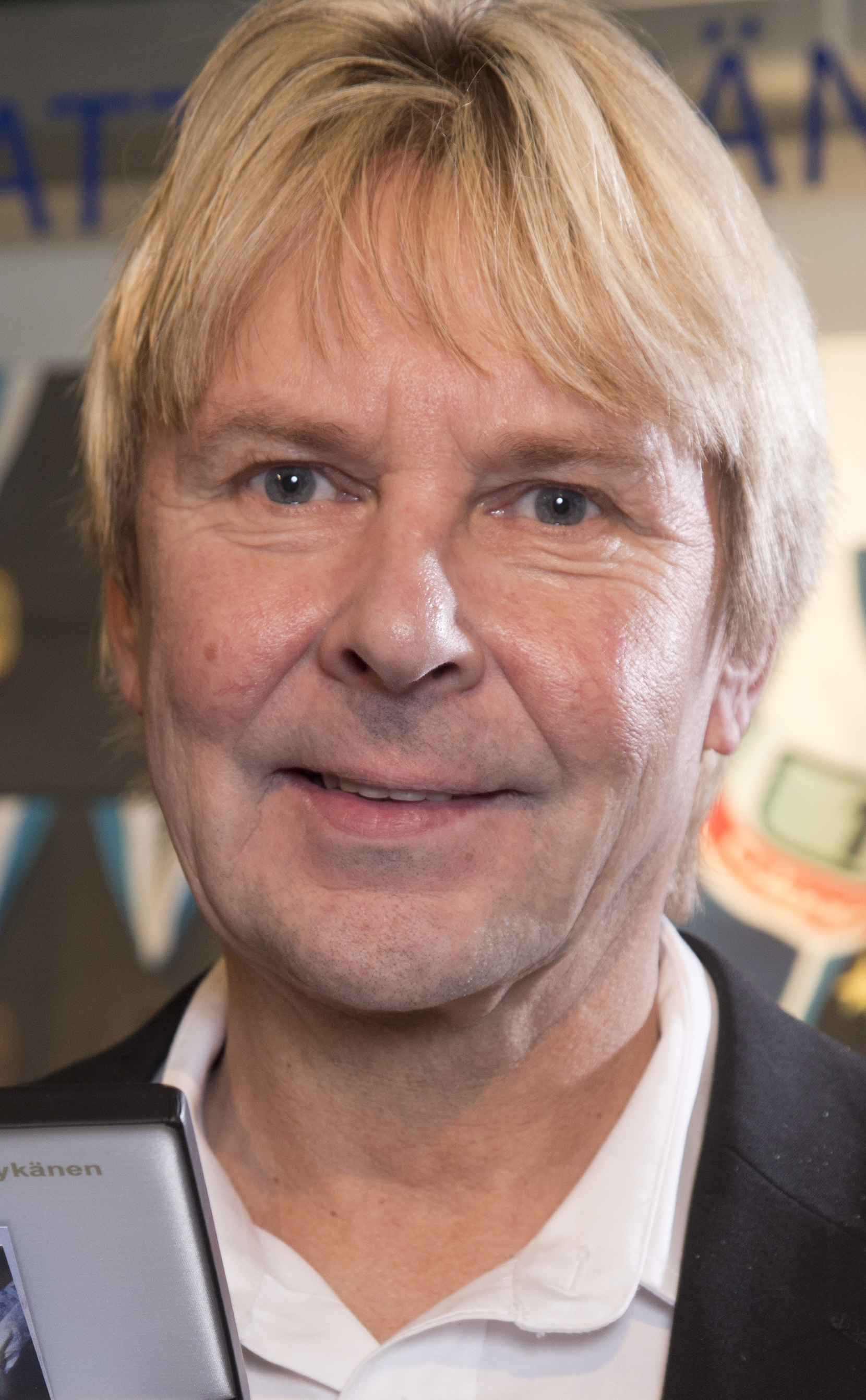
Matti Nykänen (2014)
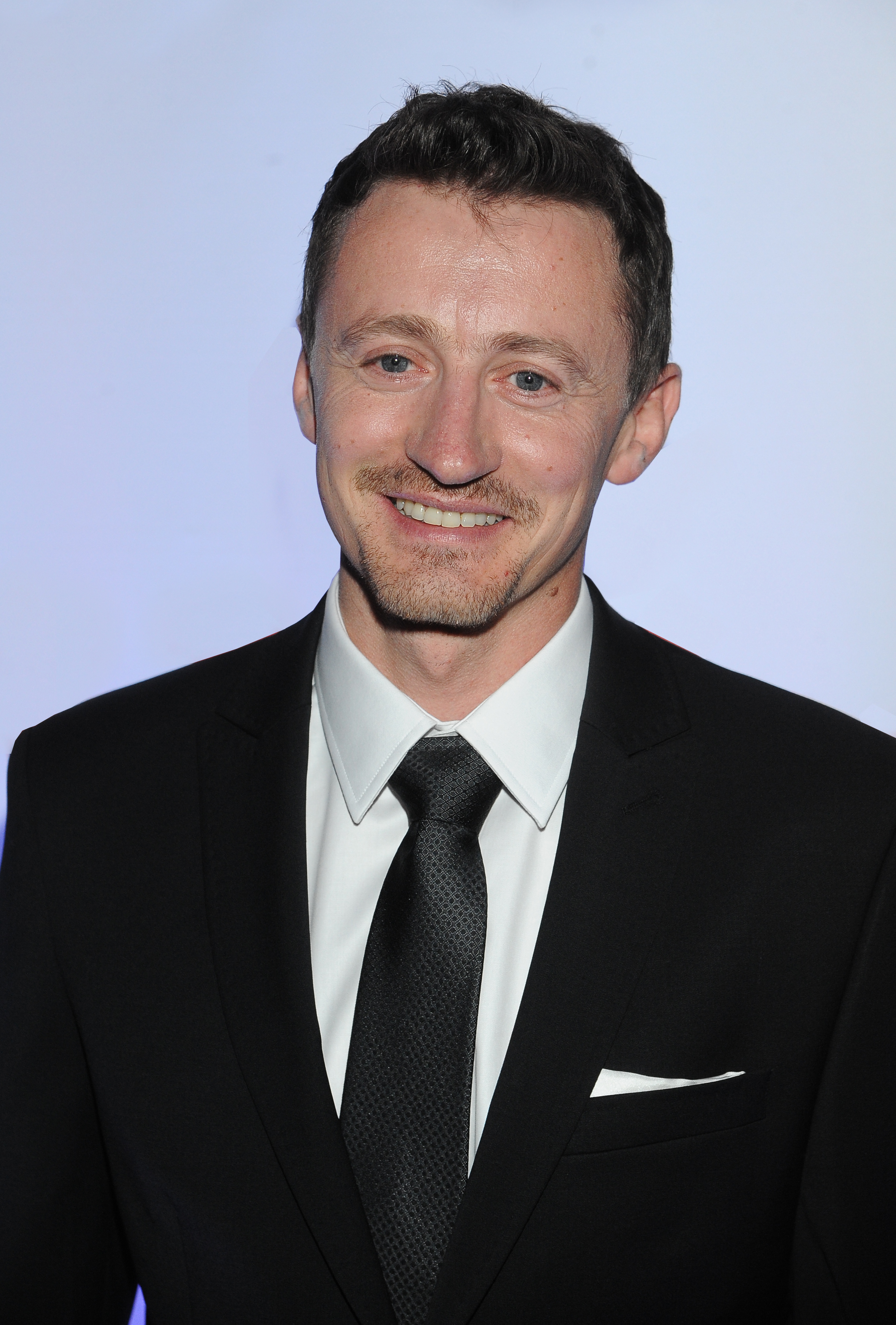
Adam Małysz (2014)
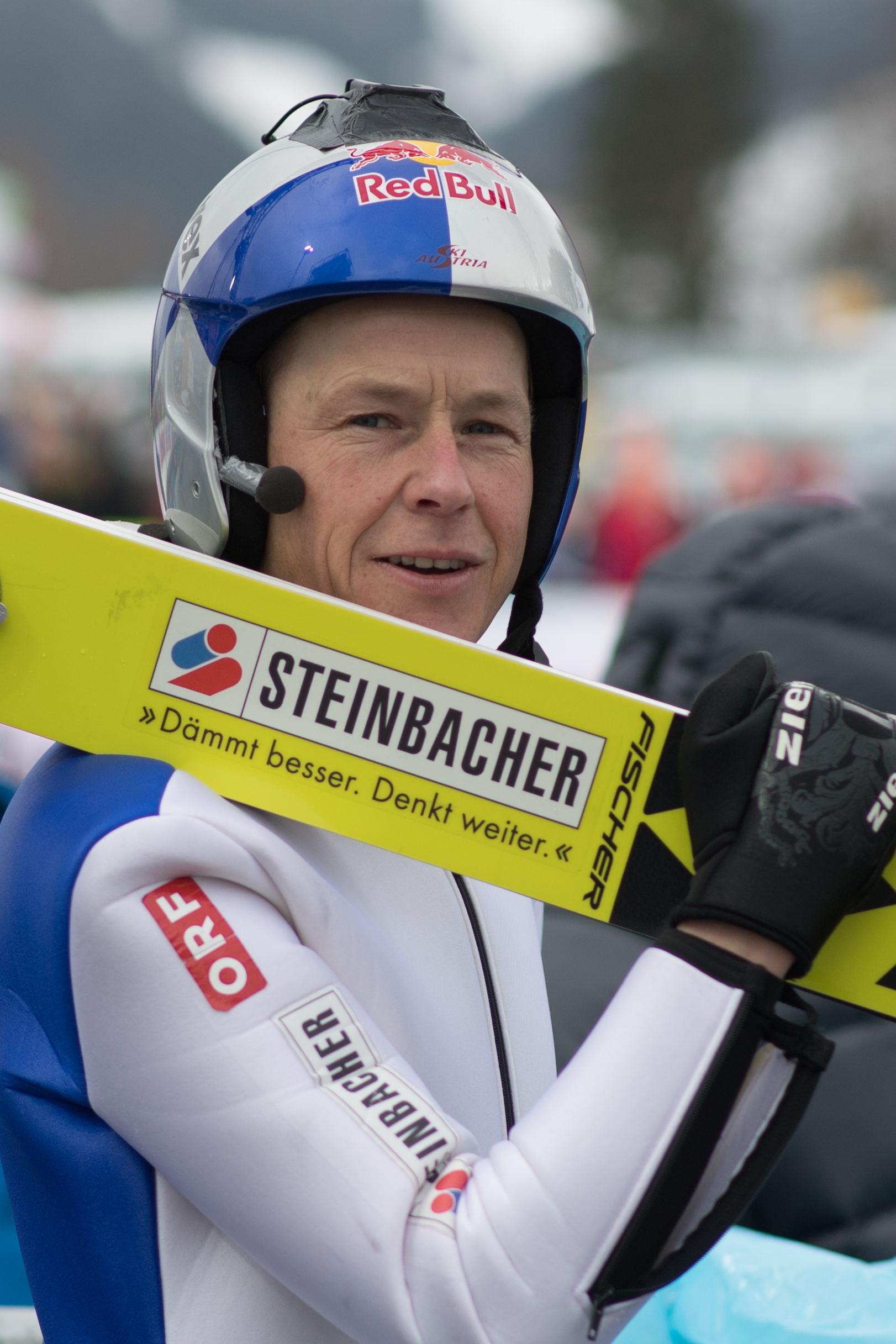
Andreas Goldberger (2019)
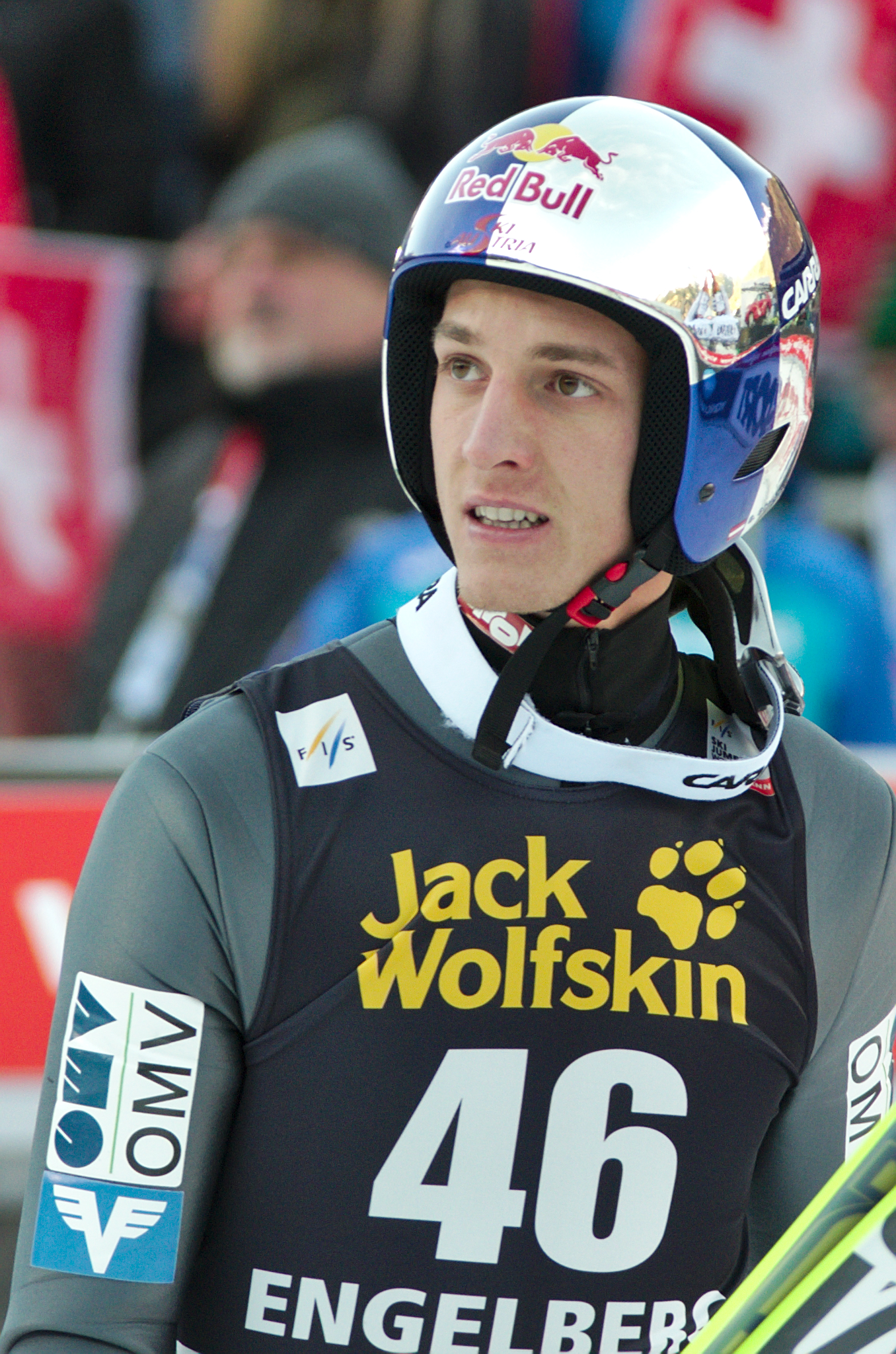
Gregor Schlierenzauer (2014)
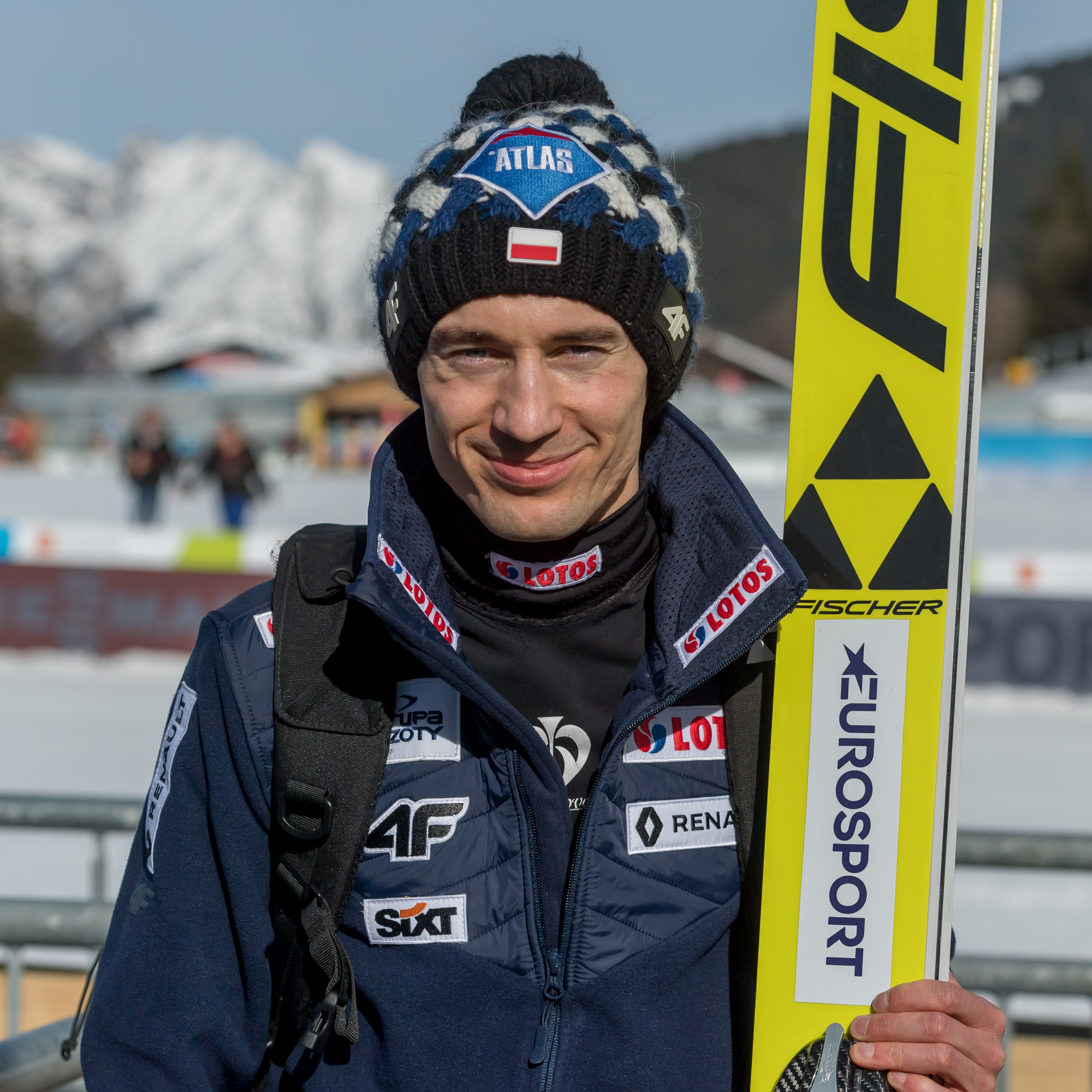
Kamil Stoch (2019)

Die nach der Anzahl der Siege im Gesamtweltcup erfolgreichsten Athleten sind bei den Männern Matti Nykänen und Adam Małysz, die den Gesamtweltcup jeweils viermal gewinnen konnten. Małysz erreichte diesen Erfolg zu Beginn der 2000er-Jahre als bislang einziger Athlet dreimal in Reihe (2001–2003, ein weiterer Sieg folgte 2007). Andreas Goldberger und Stefan Kraft gelangen ebenfalls drei Siege im Gesamtweltcup, allerdings nicht in Reihe. Insgesamt gewannen bislang 22 weitere Athleten den Gesamtweltcup, neun davon zweimal. Am häufigsten stammte der Gesamtweltcupsieger aus Österreich (14-mal), gefolgt von Finnland (achtmal) und Polen (sechsmal). Auch bei der Anzahl der Siege in der Nationenwertung liegt Österreich mit 21 an der Spitze vor Norwegen (neun) und Finnland (sieben). Deutschland und Japan gewannen die Nationenwertung jeweils dreimal, Polen zweimal.
Die meisten Siege in Einzelwettbewerben im Skisprung-Weltcup erreichte Gregor Schlierenzauer (53). Mit seinem 46. Weltcupsieg egalisierte er am 26. Januar 2013 beim Skifliegen auf dem norwegischen Vikersundbakken den Rekord von Matti Nykänen, der mit seinen 46 Siegen bei 130 Weltcupspringen die höchste Siegquote (35,38 Prozent) aufweist. Der noch aktive Stefan Kraft erreichte bislang 45 Tagessiege. Mit Jewgeni Klimow gewann am 18. November 2018 erstmals ein Skispringer aus Russland einen Wettkampf im Skisprung-Weltcup, womit Russland die 15. Nation wurde, aus der mindestens ein Athlet einen Weltcupsieg erlangen konnte. Die meisten Weltcupsiege erreichten Athleten aus Österreich (292), gefolgt von denen aus Deutschland beziehungsweise der Deutschen Demokratischen Republik sowie der Bundesrepublik Deutschland bis 1990 (171) sowie Finnland und Norwegen (jeweils 151).
Auch in Teamwettbewerben weist Österreich mit 41 gewonnenen Wettkämpfen die höchste Anzahl an Siegen vor Norwegen (28) und Deutschland (18) auf. Die meisten Weltcupsiege bei Wettbewerben im Skifliegen erreichte ebenfalls Gregor Schlierenzauer (14) vor Stefan Kraft (zehn) und Peter Prevc (acht). Schlierenzauer, Kraft und Prevc gewannen mit jeweils dreimal auch am häufigsten den separaten Skiflug-Weltcup.

### Frauen

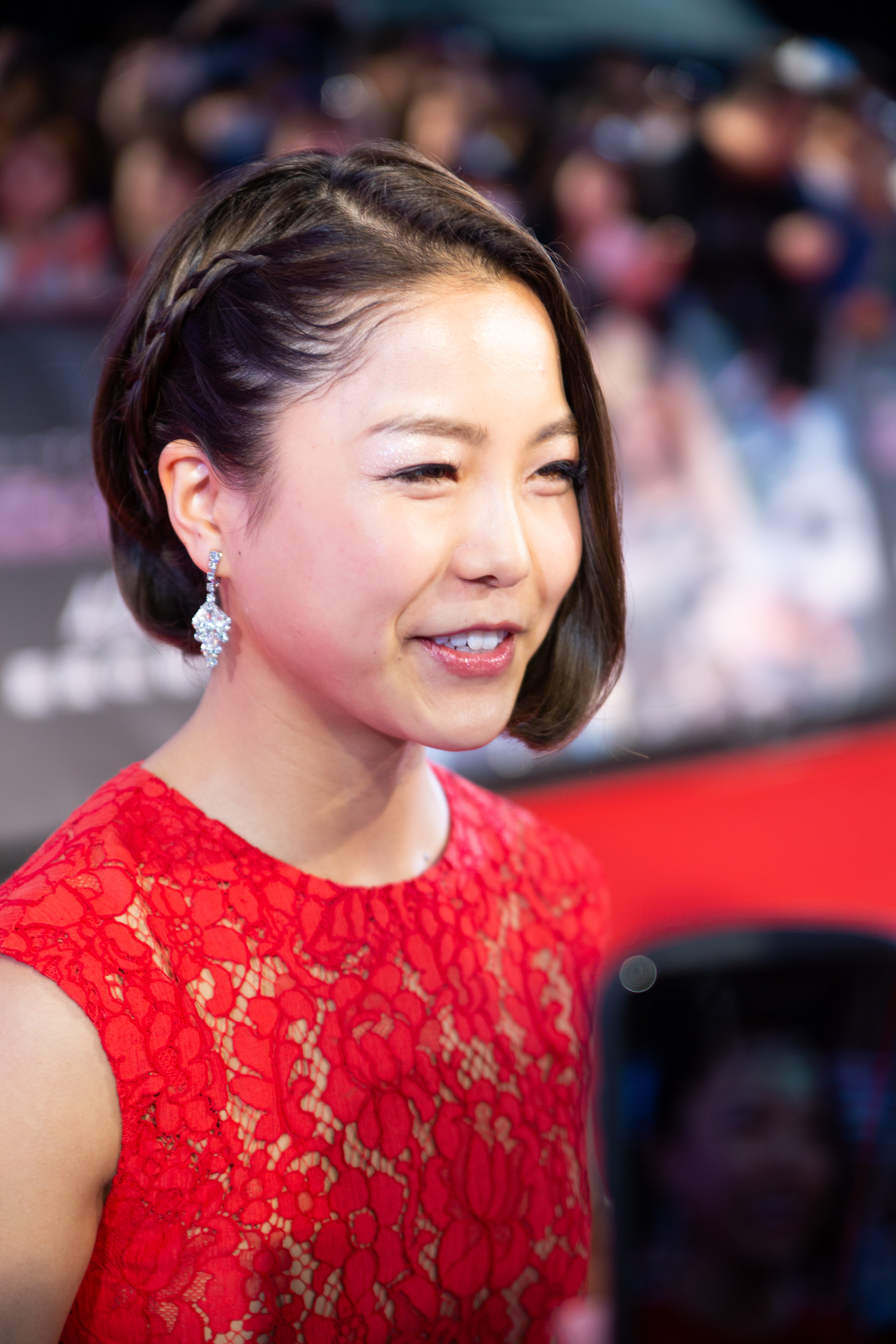
Sara Takanashi (2018)
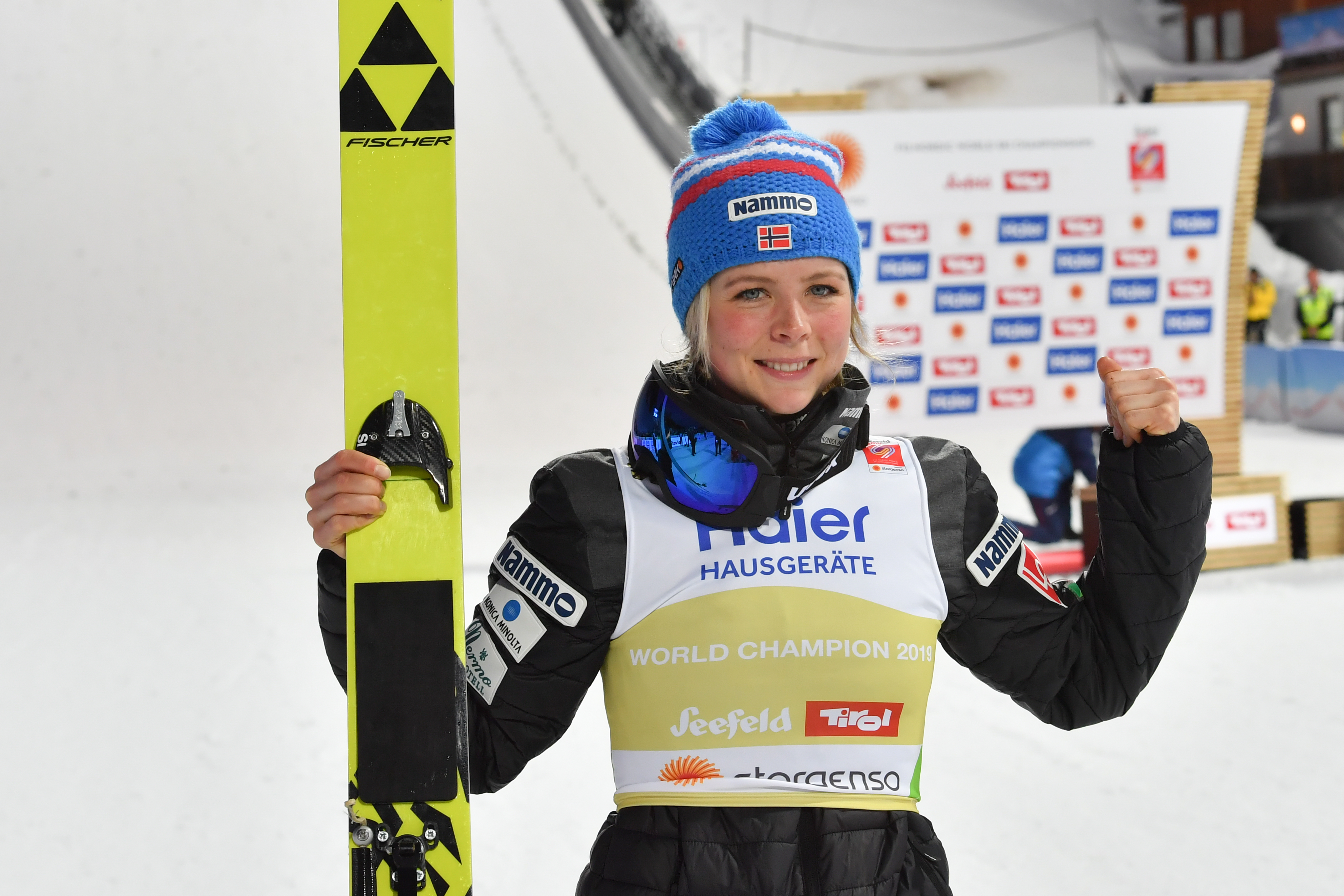
Maren Lundby (2019)
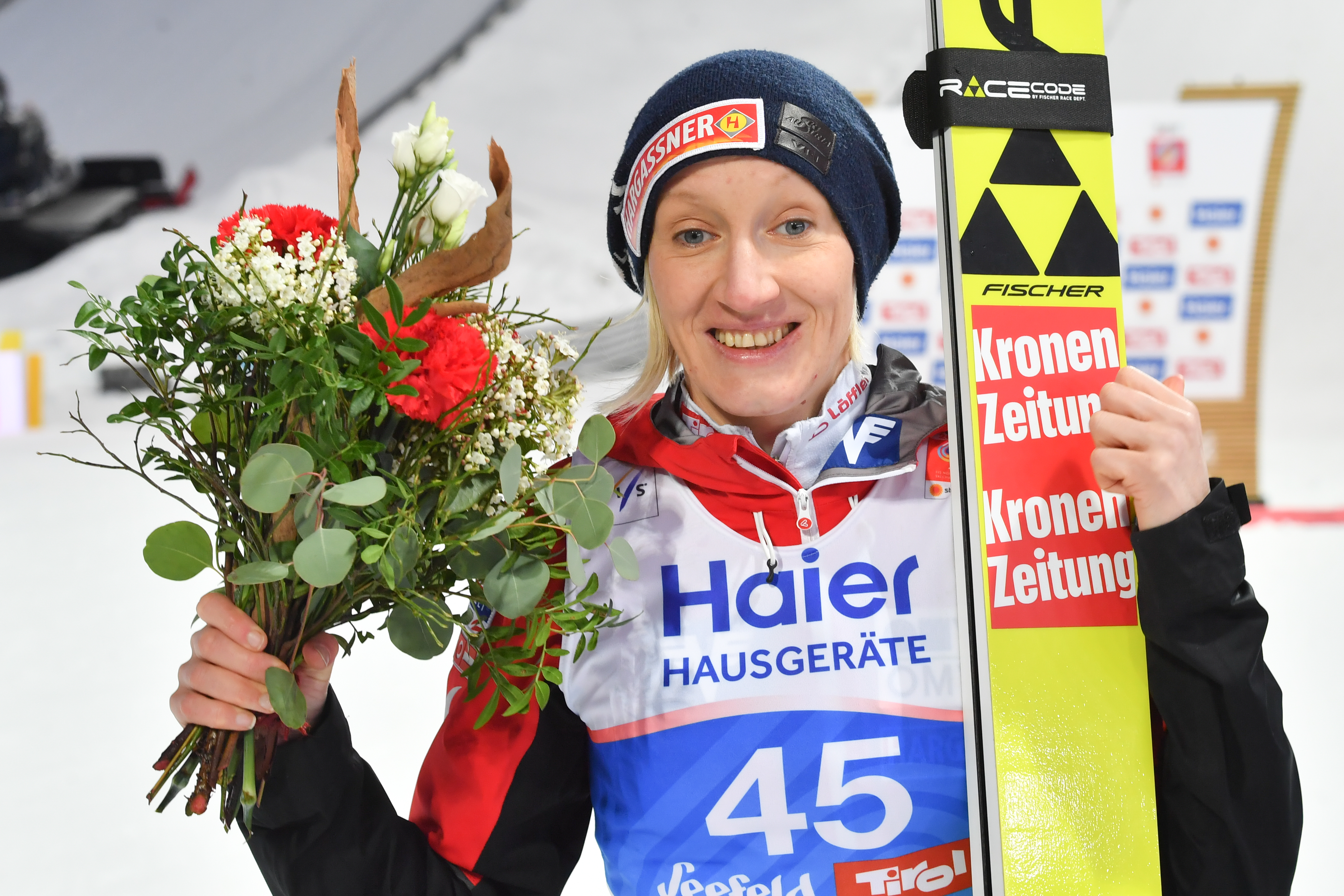
Daniela Iraschko-Stolz (2019)

Bei den Frauen ist Sara Takanashi die nach der Anzahl der Gesamtweltcupsiege erfolgreichste Athletin. Wie Matti Nykänen und Adam Małysz gewann sie den seit dem Winter 2011/12 ausgetragenen Gesamtweltcup viermal. Ihr folgt die Norwegerin Maren Lundby, die als geschlechterübergreifend einzige Athletin neben Małysz dreimal in Reihe den Sieg im Gesamtweltcup erlangte (2018–2020). Sechs weitere Athletinnen gewannen den Gesamtweltcup jeweils einmal. In der Nationenwertung ist Österreich mit sechs Gesamtsiegen die erfolgreichste Nation, gefolgt von Deutschland, Japan und den Vereinigten Staaten mit jeweils zwei Siegen sowie Slowenien mit einem Sieg.
Takanashi liegt mit 63 Tagessiegen auch in der Liste der Athletinnen mit den meisten Siegen in Einzelwettbewerben im Skisprung-Weltcup der Frauen an der Spitze. Ebenfalls folgt Lundby mit 30 Siegen auf Platz zwei. Bislang 19 Siege erreichte die Deutsche Katharina Schmid, die bislang allerdings noch keinen Gesamtweltcup für sich entscheiden konnte. Bisher waren Athletinnen aus zehn Nationen mindestens einmal erfolgreich. Österreich liegt mit derzeit fünf Siegen auch bei der Anzahl der gewonnenen Teamwettbewerbe der Frauen vor Deutschland, Japan und Slowenien mit je zwei Siegen vorne.